# 성별 선택 낙태

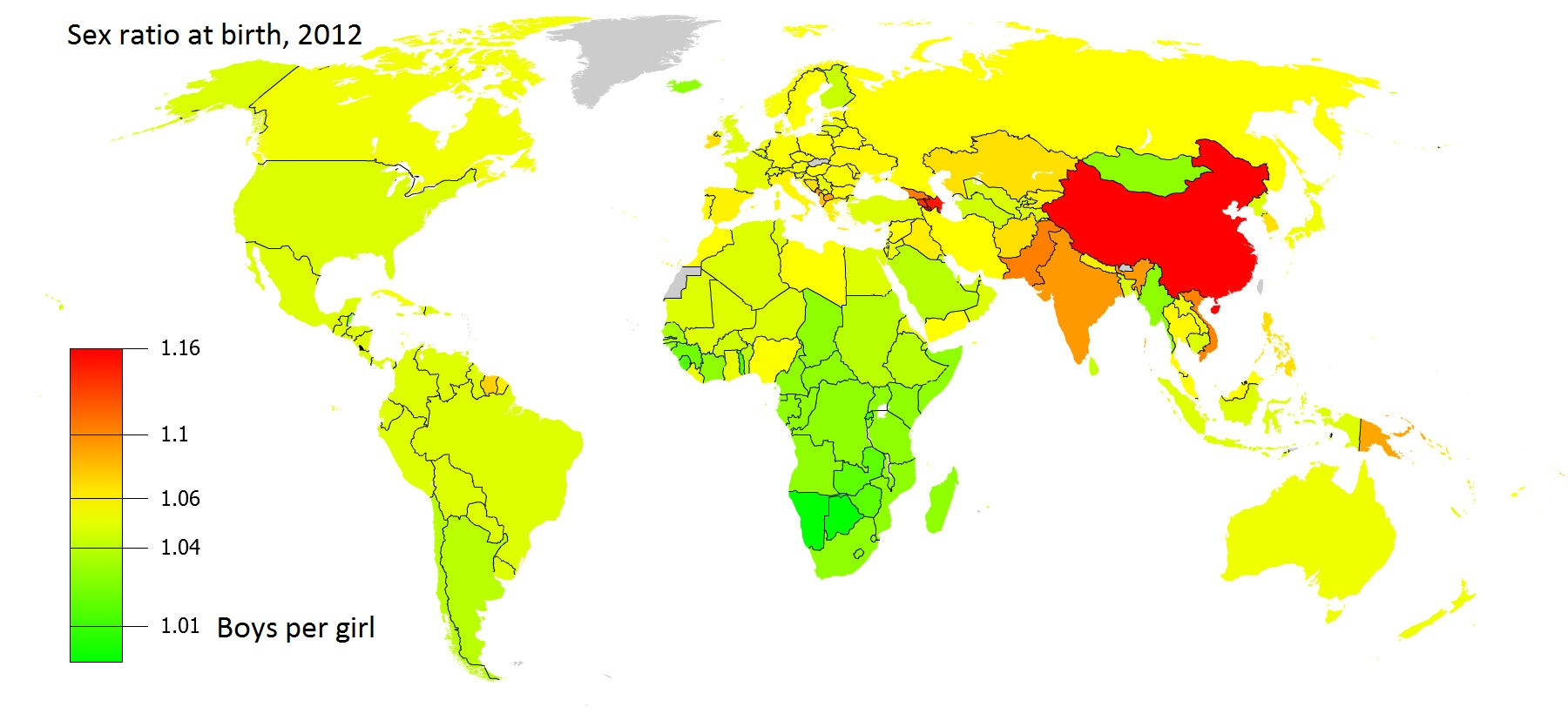
세계 출생성비 지도, 2012

성별 선택 낙태(Sex-selective abortion) 또는 성 선택 낙태는 영아의 예측 성별에 기반하여 임신을 중단하는 행위이다. 이 관행은 압도적으로 여성 태아를 대상으로 하므로, 성별 선택 낙태는 종종 여성별 선택 낙태를 구체적으로 지칭한다. 성별 선택 낙태는 여아 살해와 밀접한 관련이 있으며, 많은 인권 단체에 의해 여성에 대한 폭력 행위로 인식된다.
여자 태아의 선택적 낙태는 남아보다 여아를 더 가치 있게 여기는 곳, 특히 동아시아와 남아시아(특히 중화인민공화국, 인도, 파키스탄과 같은 국가), 그리고 캅카스, 서발칸 지역, 그리고 정도는 덜하지만 북아메리카에서 가장 흔하다. 제3차 전국가족건강조사에 따르면, 부모 양측 또는 아버지만 남아를 선호할 경우 성별 선택 낙태가 더 흔하게 나타났다. 어머니만 아들을 선호하는 경우, 이는 여아가 영아기를 넘기지 못할 가능성이 높은 성 선택적 방치로 이어질 가능성이 높다.
성별 선택 낙태는 1975년에 처음 기록되었으며, 1980년대 후반 대한민국과 중국에서, 그리고 인도에서는 같은 시기 또는 조금 늦게 일반화되었다.
성별 선택 낙태는 특정 연령 집단 내 남성과 여성의 상대적인 수인 인간 성비에 영향을 미친다. 세계에서 인구가 가장 많은 중국과 인도는 불균형한 성비를 가지고 있다. 성별 선택 낙태에 초점을 맞춘 연구 및 보고서는 주로 통계적이며, 특정 지역 인구의 출생성비(남아 대 여아의 전체 비율)를 성별 선택 낙태의 지표로 간주한다. 이 가설은 일부 학자들에 의해 의문이 제기되었다. 연구자들은 인도에서 매년 약 5만에서 10만 건의 여자 태아 낙태가 발생하여 인간 성비에 상당한 영향을 미치고 있음을 보여주었다.
최근 연구들은 호주, 캐나다, 영국, 미국에 있는 아시아 이민자 집단 사이의 조건부 성비(CSR) 동향을 정량화하여 이 문제에 대한 이해를 확대했으며, 1999년부터 2019년까지 이민자 커뮤니티 사이에서 성 선택 관행이 지속되었음을 보여주었다. 중국에서 지난 40년간의 성별 선택 낙태에 대한 연구는, 정확한 숫자를 추정하는 데 어려움과 출생성비(SRB)의 논란스러운 수준에도 불구하고, 이러한 관행이 국가의 인구 통계학적 프로필을 형성하는 데 중요한 역할을 했음을 강조한다.
인구학 문헌에 따르면, 예상되는 출생 성비 범위는 출생 시 여아 100명당 남아 103명에서 107명이다.

## 인간 출생성비

인간 성비는 자연적인 이유뿐만 아니라 성별 선택 낙태로 인해 다양할 수 있다. 많은 국가에서 낙태는 합법이다(위 지도, 짙은 파란색 참조).

성별 선택 낙태는 특정 연령 집단 내 남성과 여성의 상대적인 수인 인간 성비에 영향을 미친다. 성별 선택 낙태를 논의하는 연구 및 보고서는 지역 인구의 전체 남아 및 여아 출생 비율인 출생성비가 성별 선택 낙태의 지표라는 가정에 기반한다.
2002년 연구에서 자연적인 인간 출생성비는 여아 100명당 남아 약 106명으로 추정되었다. 인간 출생성비가 106과 크게 다르면 성별 선택 낙태의 유병률 및 규모와 관련이 있는 것으로 종종 가정된다. 성별 선택 낙태 관행이 상당하다고 간주되는 국가는 출생성비가 108 이상(여아 선택 낙태) 및 102 이하(남아 선택 낙태)인 국가이다. 이 가정은 논란의 여지가 있으며, 계속적인 과학 연구의 대상이다.

### 높거나 낮은 인간 성비는 성별 선택 낙태를 암시한다
일부 학자들은 정상 범위인 105-107을 벗어나는 남녀 출생성비는 반드시 성별 선택 낙태를 의미한다고 주장한다. 이 학자들은 출생성비와 인구 성비 모두 인간 집단에서 현저히 일정하다고 주장한다. 정상 범위에서 출생성비의 상당한 편차는 조작, 즉 성별 선택 낙태로만 설명될 수 있다.
널리 인용되는 논문에서, 아마르티아 센은 유럽(106)과 미국(105)의 출생성비를 아시아(107+)와 비교하며 동아시아, 서아시아, 남아시아의 높은 성비는 과도한 여성 사망률 때문일 수 있다고 주장했다. 센은 남성과 여성이 유사한 영양 및 의료 관리를 받고 좋은 건강 관리를 받을 경우 여성이 더 나은 생존율을 가지며, 남성은 유전적으로 취약한 성이라는 연구를 지적했다.
센은 아시아에 유럽과 미국과 같은 여성 대 남성 비율이 있다면 생존했을 추가 여성들로부터 '사라진 여성'을 추정했다. 센에 따르면, 수십 년간 높은 출생성비는 남아시아, 서아시아, 북아프리카 및 중국의 총 인구 30억 명 중 아시아에서 11%, 또는 1억 명이 넘는 여성 부족을 의미한다.

### 높거나 낮은 인간 성비는 자연적인 것일 수 있다
다른 학자들은 출생 성비가 103-107 범위를 벗어나는 것이 자연적인 이유 때문일 수 있는지에 대해 의문을 제기한다. 윌리엄 제임스와 다른 이들은 기존 가설은 다음과 같다고 제안한다.
- 포유류 정자에는 X 및 Y 염색체가 같은 수로 존재한다.
- X 및 Y 염색체는 수정될 확률이 같다.
- 따라서 남성 및 여성 접합자는 같은 수로 형성되며,
- 따라서 출생성비의 모든 변동은 수정과 출생 사이의 성 선택 때문이다.

제임스는 현재 이용 가능한 과학적 증거가 위 가설과 결론에 반대된다고 경고한다. 그는 거의 모든 인간 집단에서 출생 시 남성이 과잉이며, 자연적인 출생성비는 보통 102에서 108 사이라고 보고한다. 그러나 조혼과 출산, 십대 산모, 평균 산모 연령, 부모 연령, 부모 간 연령 차이, 늦은 출산, 인종, 사회경제적 스트레스, 전쟁, 환경 및 호르몬 효과와 같은 자연적인 이유로 인해 이 범위에서 크게 벗어날 수 있다. 이 학파는 1960년대와 1970년대에 초음파 성별 검사 기술이 발견되고 상업화되기 전의 역사적 자료와 선진국 경제의 하위 지역 및 다양한 민족 집단에서의 출생성비를 대조하며 대안 가설을 지지한다. 그들은 출생 시 인간 성비에서 간접적으로 결론을 내리는 대신 직접적인 낙태 데이터를 수집하고 연구해야 한다고 제안한다.
제임스의 가설은 1960년대와 1970년대에 초음파 성별 스크리닝 기술이 발견되고 상업화되기 전의 역사적 출생 성비 데이터와 현재 아프리카에서 관찰되는 역방향 이상 성비에 의해 뒷받침된다. 미셸 가렌은 수십 년 동안 많은 아프리카 국가에서 100 미만의 출생 성비, 즉 남아보다 여아가 더 많이 태어나는 것을 목격했다고 보고한다. 앙골라, 보츠와나, 나미비아는 94에서 99 사이의 출생 성비를 보고했는데, 이는 자연적인 인간 출생 성비로 추정되는 104에서 106과는 상당히 다르다.:95
존 그란트는 17세기 런던에서 35년간(1628-62년) 출생 성비가 1.07이었음을 언급했으며, 한국의 역사 기록은 1920년대 10년간 500만 건의 출생을 바탕으로 출생 성비가 1.13이었음을 시사한다. 아시아의 다른 역사 기록도 제임스의 가설을 지지한다. 예를 들어, 장 등은 18세기 말에서 19세기 초 100년간 중국의 출생 성비가 116-121이었고, 20세기 초에는 120-123 범위였으며, 1930년대에는 112로 떨어졌다고 주장한다.

### 인간 출생 성비에 대한 데이터
미국에서 1970-2002년 기간의 출생 성비는 백인 비히스패닉계 인구는 105, 멕시코계 미국인은 104, 아프리카계 미국인과 아메리카 원주민은 103, 중국 또는 필리핀계 어머니는 107이었다. 56개 아프리카 국가의 인구통계 및 건강 조사를 집계한 결과, 출생 성비는 103으로 나타났으나, 국가별 및 연도별 상당한 차이도 있었다.
2005년 연구에서 미국 보건복지부는 1940년부터 62년간 미국의 출생 성비를 보고했다. 이 통계적 증거는 다음을 시사했다. 첫 아이를 갖는 산모의 전체 출생 성비는 전체적으로 106이었으며, 일부 연도에는 107이었다. 첫 아이 이후 출산을 하는 산모의 경우, 이 비율은 각 추가 아이마다 106에서 103으로 꾸준히 감소했다. 산모의 나이가 비율에 영향을 미쳤다. 출산 시 25세에서 35세 사이의 산모의 전체 비율은 105였으며, 15세 미만이거나 40세 이상인 산모는 94에서 111 사이의 성비를 가진 아기를 출산했으며, 전체 성비는 104였다. 이 미국 연구는 또한 하와이, 필리핀, 중국, 쿠바, 일본계 산모가 62년 연구 기간 동안 114까지의 연도와 평균 107의 성비로 가장 높은 성비를 기록했음을 언급했다. 미국 이외 지역에서 핀란드와 같이 광범위한 출생 기록을 가진 유럽 국가들은 250년 기간 동안, 즉 서기 1751년부터 1997년까지 출생 성비의 유사한 변동을 보고한다.
아시아에서 여자 태아 선택 낙태는 주로 타이완, 중국, 인도와 같은 지역에서 행해진다. 전 세계 데이터를 기반으로 한 아시아의 출생 성비는 여성 100명당 남성 104명에서 107명으로, 이는 성별 선택 낙태가 가능하기 전까지 받아들여지는 기준이었다. 불행히도 2000년 인구 조사 결과는 여전히 검토 중이며 현재는 제공되지 않는다.
2017년, 중앙정보국 추정에 따르면, 출생 성비가 가장 높은 국가는 리히텐슈타인 (125), 북마리아나 제도 (116), 중화인민공화국 (114), 아르메니아 (112), 포클랜드 제도 (112), 인도 (112), 그레나다 (110), 홍콩 (110), 베트남 (110), 알바니아 (109), 아제르바이잔 (109), 산마리노 (109), 맨섬 (108), 코소보 (108), 마케도니아 (108)였다. 또한 2017년 가장 낮은 비율(즉, 여아 출생이 더 많은 경우)은 나우루가 83이었다. 여러 국가에서 102 이하의 비율이 나타났는데, 대부분은 아프리카 국가 또는 흑인/아프리카계 인구가 다수인 카리브해 국가들이었다. 앙골라, 아루바, 바베이도스, 버뮤다, 부르키나파소, 부룬디, 카보베르데, 카메룬, 케이맨 제도, 중앙아프리카 공화국, 차드, 코모로, 콩고 공화국, 코트디부아르, 지부티, 에리트레아, 에스와티니, 에티오피아, 가봉, 감비아, 가나, 기니비사우, 아이티, 카자흐스탄, 레소토, 라이베리아, 마다가스카르, 말라위, 말리, 모리타니, 모잠비크, 니제르, 푸에르토리코, 카타르, 세네갈, 시에라리온, 소말리아, 남아프리카 공화국, 토고, 우간다, 잠비아.
자연적인 출생 성비의 정확한 개념에 대해서는 논란이 있다. 2002년경의 연구에서는 자연적인 출생 성비가 여아 1명당 남아 약 1.06명으로 추정되었다. 103-107 범위를 벗어나는 성비가 일부 학자들이 주장하는 것처럼 성 선택 때문인지 아니면 자연적인 원인 때문인지에 대해서는 논란이 있다. 불균형한 성비가 성 선택 때문이라고 필연적으로 주장하는 것은 일부 연구자들에 의해 의문이 제기되었다. 일부 연구자들은 불균형한 성비가 태아 성 선택의 증거로 자동적으로 간주되어서는 안 된다고 주장한다. 미셸 가렌은 수십 년 동안 많은 아프리카 국가에서 출생 성비가 100 미만, 즉 남아보다 여아가 더 많이 태어나는 것을 목격했다고 보고한다. 앙골라, 보츠와나, 나미비아는 94에서 99 사이의 출생 성비를 보고했는데, 이는 "정상" 성비로 추정되는 것과는 상당히 다르며, 이러한 사회에서는 상당히 많은 여아가 태어났음을 의미한다.:95
또한, 많은 개발도상국에서는 출생 등록 및 데이터 수집에 문제가 있어 문제를 복잡하게 만들 수 있다. 성 선택의 유병률에 관해서는 언론과 국제 사회의 관심이 주로 중국, 인도, 캅카스와 같은 몇몇 국가에 집중되어 있으며, 출생 시 상당한 성 불균형이 있는 다른 국가들은 간과하고 있다. 예를 들어, 리히텐슈타인의 성비는 이들 국가보다 훨씬 나쁘지만, 이에 대해 거의 논의되지 않았으며, 여성이 1984년까지 투표할 수 없었던 매우 보수적인 국가임에도 불구하고 성 선택을 행할 수 있다는 시사도 거의 이루어지지 않았다. 동시에 조지아와 같은 일부 국가의 상황이 과장되었다는 비난도 있었다. 2017년 중앙정보국 통계에 따르면 조지아의 출생 성비는 107이었다.

### 데이터 신뢰도
출생성비 추정치는, 따라서 도출된 성별 선택 낙태도 마찬가지로 논란의 여지가 있다. 예를 들어, 미국 중앙정보국은 스위스의 출생성비를 106으로 예상하지만, 매년 실제 남녀 출생아 수를 추적하는 스위스 연방 통계청은 스위스의 최신 출생성비를 107로 보고한다. 다른 변동은 더 중요하다. 예를 들어, CIA는 파키스탄의 출생성비를 105로 예상하지만, 유엔 인구 기금 사무소는 파키스탄의 출생성비를 110으로 주장하는 반면, 파키스탄 정부는 평균 출생성비가 111이라고 주장한다.
높은 성비와 성별 선택 낙태에 대해 가장 많이 연구된 두 나라는 중국과 인도이다. CIA는 최근 몇 년간 두 나라의 출생 성비를 112로 추정한다. 그러나 세계 은행은 2009년 중국의 출생 성비가 여아 100명당 남아 120명이라고 주장하는 반면, 유엔 인구 기금은 중국의 2011년 출생 성비를 118로 추정한다.
인도의 경우, 유엔 인구 기금은 2008-10년 기간 동안 출생 성비를 111로 주장하는 반면, 세계 은행과 인도의 공식 2011년 인구 조사에서는 출생 성비를 108로 보고한다. 이러한 변동과 데이터 신뢰도는 중요하다. 인도의 경우 108에서 109로, 중국의 경우 117에서 118로 각각 인구가 많은 국가의 성비가 상승하는 것은 약 10만 명의 여아를 선택적으로 낙태했을 가능성을 의미한다.

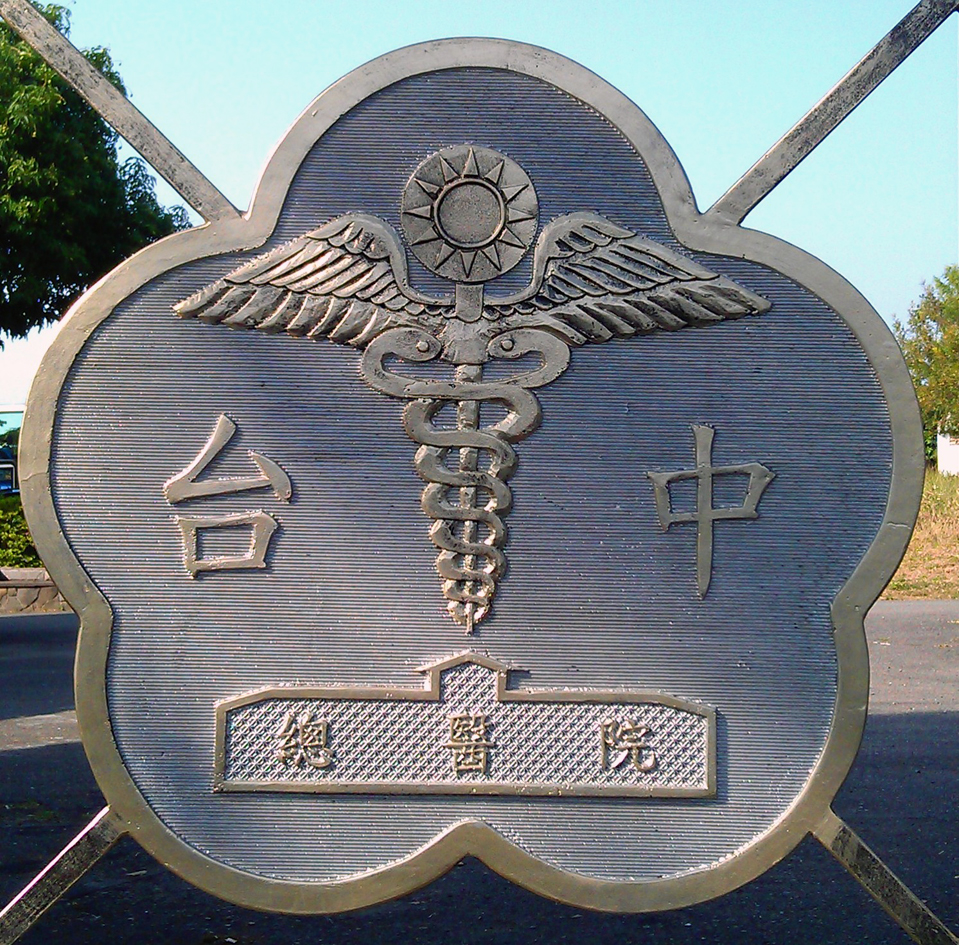

편향은 병원에서 신고되지 않은 출생으로 인해 발생하며, 이는 신고된 데이터와 인구 조사 데이터 간의 약간의 차이를 유발한다. 부모가 출생 전에 성별 검사를 받고, 여아 태아를 기반으로 낙태를 한 경우, 안전상의 이유로 병원에서 낙태가 이루어질 가능성이 높으며 보고되었을 것이다. 병원 출생과 비병원 출생에 대한 비교 데이터가 없어, 대부분의 병원 출생이 발생하고 실제로 보고되는 국가와 달리 편향의 정도를 파악하기 어렵다.

## 산전 성별 판별

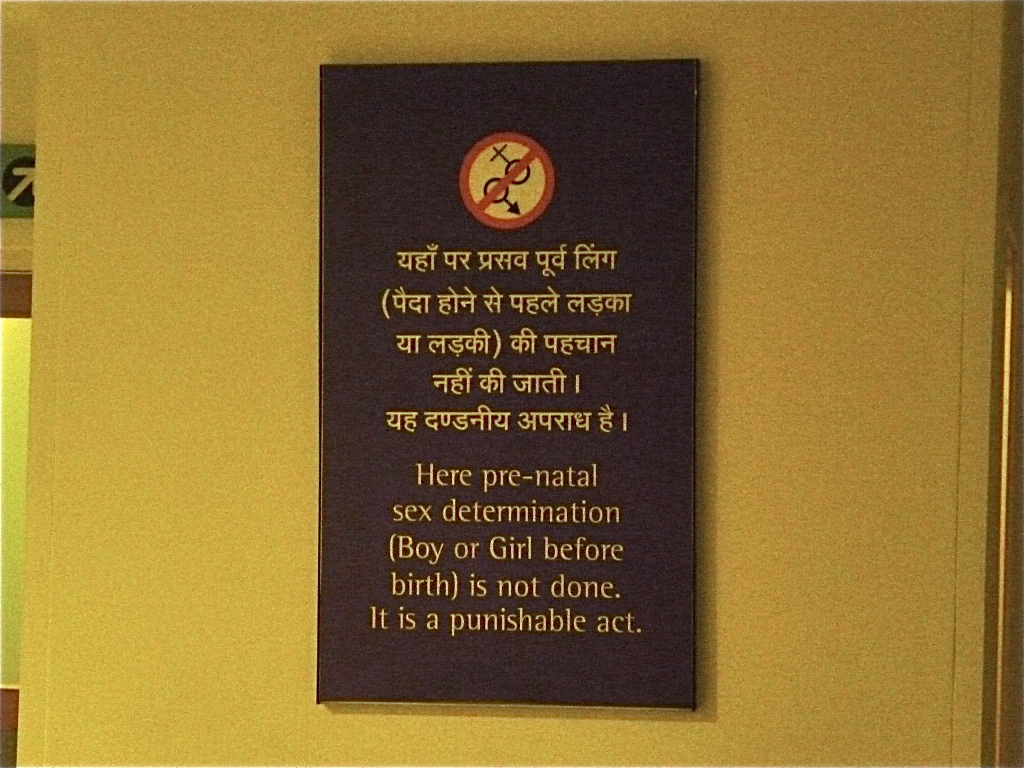
인도 병원 간판으로, 산전 성별 판별은 불법이며 이곳에서는 하지 않는다고 명시

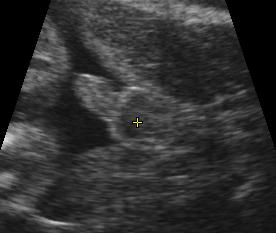
태아가 남아임을 보여주는 초음파 영상

가장 이른 이식 후 검사법인 세포 유리 태아 DNA 검사는 산모의 혈액 샘플을 채취하여 그 안에 소량 존재하는 태아 DNA를 분리하는 방식이다. 임신 7주 이후에 수행하면 이 방법은 약 98% 정확하다.
산과 초음파는 질식 또는 복부 초음파를 통해 태아 성별의 다양한 표지를 확인한다. 임신 12주 이후에 수행할 수 있다. 2001년 연구에 따르면, 이 시점에서 태아 성별의 3⁄4를 정확하게 판별할 수 있다. 남아에 대한 정확도는 약 50%, 여아에 대한 정확도는 거의 100%이다. 임신 13주 이후에 수행할 경우, 초음파는 거의 100% 정확한 결과를 제공한다.
가장 침습적인 방법은 융모막 검사 (CVS)와 양수천자이며, 이는 각각 융모막 (태반에서 발견됨)과 양수를 검사하는 것을 포함한다. 두 기술 모두 일반적으로 염색체 이상을 검사하지만 태아의 성별도 밝힐 수 있으며 임신 초기에 수행된다. 그러나 혈액 샘플링이나 초음파보다 훨씬 비싸고 더 위험하므로 다른 성 판별 기술보다 덜 자주 사용된다.
많은 국가에서 산전 성별 판별이 제한되어 있으며, 임산부 또는 가족에게 태아의 성별을 알리는 것도 성별 선택 낙태를 방지하기 위해 제한된다.
인도에서는 산전 성별 판별이 1994년 수태 전 및 산전 진단 기술법 (성별 선택 금지)에 의해 규제된다.
가용성
중국은 1979년에 첫 번째 초음파 기계를 출시했다. 중국 의료기관은 1982년에 산전 성별을 판별하는 데 사용할 수 있는 초음파 기술을 도입하기 시작했다. 1991년에는 중국 기업이 연간 5,000대의 초음파 기계를 생산했다. 2001년까지 거의 모든 농촌 및 도시 병원과 가족계획 진료소는 양질의 성 판별 장비를 갖추었다.
인도에서도 초음파 기술의 출시가 1979년에 이루어졌지만 확장은 중국보다 더 느렸다. 초음파 성별 판별 기술은 1980년대에 인도의 주요 도시에 처음 도입되었으며, 1990년대에 인도의 도시 지역에서 사용이 확대되었고, 2000년대에 널리 보급되었다.

## 아프리카와 중동
아들 선호에 기반한 성별 선택 낙태는 북아프리카와 중동에서 상당하다.

## 아시아
2019년 연구에 따르면, 전 세계 2300만 명 중 중국과 인도에 각각 약 1190만 명과 1060만 명의 '사라진 여성'이 있다. 기록된 총 낙태 건수가 이보다 훨씬 적다는 점을 감안하면 일부는 이 수치에 대해 이의를 제기한다.

### 중국

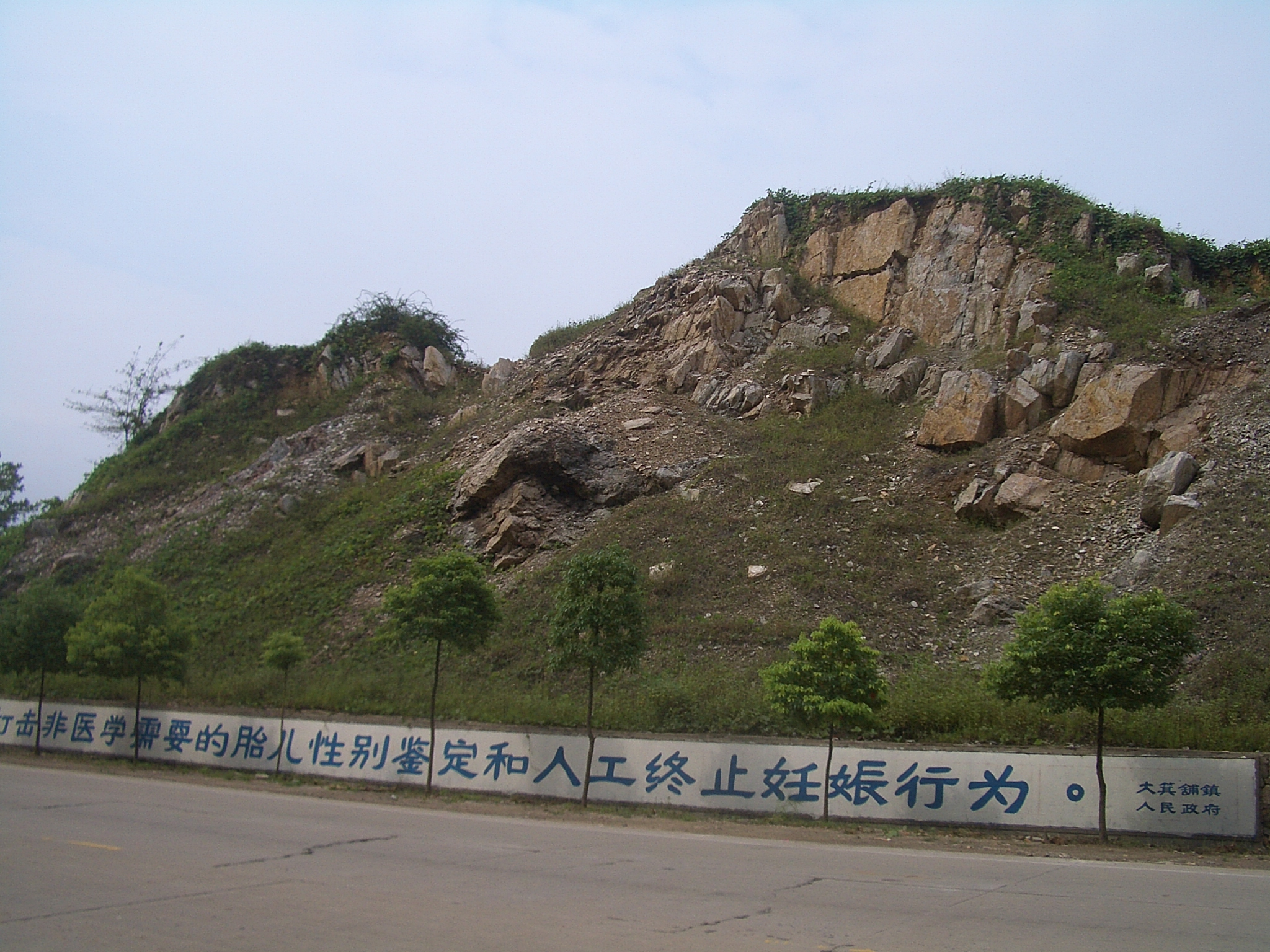
의학적으로 불필요한 산전 성별 확인 및 성 선택적 임신 중단 관행 단속을 촉구하는 길가 슬로건(다예시, 2008)

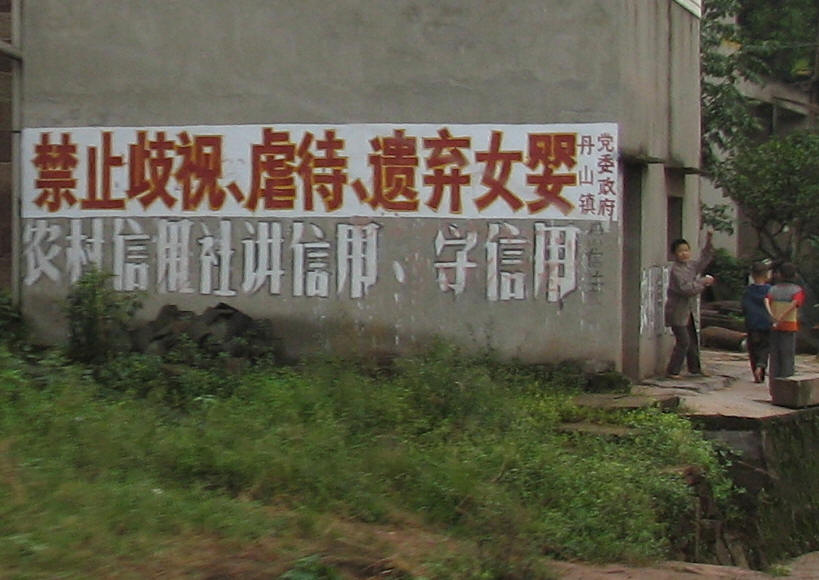
단산향의 길가 표지판에 "여아에 대한 차별, 학대, 유기를 금한다"고 적혀 있다.

세계에서 가장 인구가 많은 중국은 불균형한 성비 문제에 심각하게 직면해 있다. 2010년 BBC 기사는 출생 성비가 여아 100명당 남아 119명이었으며, 일부 농촌 지역에서는 여아 100명당 남아 130명으로 증가했다고 밝혔다. 중국 사회과학원은 2020년까지 결혼 적령기 중국 남성 중 2400만 명 이상이 배우자를 찾지 못할 것으로 추정했다. 1979년 중국은 계획생육정책을 시행했는데, 이는 국가의 깊은 가부장적 문화 속에서 불균형한 출생 성비로 이어졌다. 계획생육정책은 강제 낙태 및 강제 불임화를 포함하여 수년 동안 강제되었지만, 2015년에 공식적으로 폐지될 때까지 점차 완화되었다.
1960년 중국에서 성비 연구가 시작되었을 때는 정상 범위 내에 있었다. 그러나 1990년에는 111.9로, 2010년 공식 인구 조사에 따르면 118로 상승했다. 연구자들은 이러한 성비 불균형의 원인이 여아 영아 사망률 증가, 여아 출생 신고 미비 및 성별 선택 낙태 때문이라고 믿는다. Zeng 등(1993)에 따르면 가장 두드러진 원인은 성별 선택 낙태일 가능성이 높지만, "불법"(계획생육정책 하에) 출생을 숨기는 나라에서는 이를 증명하기 어렵다.
이러한 불법 출생으로 인해 여아 영아 신고가 부족했다. Zeng 등은 역방향 생존 방법을 사용하여 남성 출생의 약 2.26%와 여성 출생의 5.94%가 기록되지 않았다고 추정했다. 미신고된 불법 출생을 조정한 후, 그들은 1989년 중국의 수정된 출생 성비는 115가 아닌 111이라고 결론지었다. 시간이 지남에 따라 이러한 전국 평균은 지역별 성비 데이터를 숨긴다. 예를 들어, 2005년 안후이성, 장시성, 산시성 (섬서성), 후난성, 광둥성은 출생 성비가 130을 넘었으며, 이는 자연적인 성비보다 현저히 높다.
전통적인 중국 기술은 수백 년 동안 성별을 판별하는 데 사용되었으며, 정확성은 알려지지 않았다. 초음파가 중국 도시와 농촌 지역에 널리 보급된 후에야 과학적으로 성별을 판별할 수 있었다. 1986년, 보건부는 산전 성별 판별 금지 통지를 게시했지만 널리 지켜지지 않았다. 3년 후, 보건부는 유전성 질환 진단 외에 성별 판별 기술 사용을 금지했다. 산모의 요청에 따라 산전 판별 금지를 위반한 개인이나 진료소는 재정적 처벌을 받았으며, 1980년대, 1990년대 초, 2000년대 초에 이 금지는 반복적으로 확인되었다. 그러나 많은 사람들이 의료인과 개인적인 관계를 맺고 있으며, 강력한 남아선호사상은 여전히 문화를 지배하고 있어 성별 판별 기술이 널리 사용되고 있다.
Hardy, Gu, 그리고 Xie는 농촌 중국에서 성별 선택 낙태가 더 만연하다고 제안한다. 왜냐하면 남아선호 사상이 그곳에서 훨씬 더 강하기 때문이다. 중국의 도시 지역은 평균적으로 양성 평등을 향해 나아가고 있는 반면, 농촌 중국은 더 전통적인 성별 관점을 따르는 경향이 있다. 이것은 부분적으로 아들은 항상 가족의 일부인 반면, 딸은 결혼하면 새로운 가족으로 간다는 생각 때문에 일시적이라는 믿음 때문이다. 또한, 여성의 첫 아이가 아들이면 사회적 지위가 상승하지만, 첫 아이가 딸일 경우에는 그렇지 않다. 중국의 가족들은 여아 부족과 미래 결혼 전망에 미치는 심각한 영향을 알고 있으며, 많은 부모들이 아들이 어릴 때부터 추가로 일하여 그들에게 신부를 사줄 수 있도록 노력하고 있다.

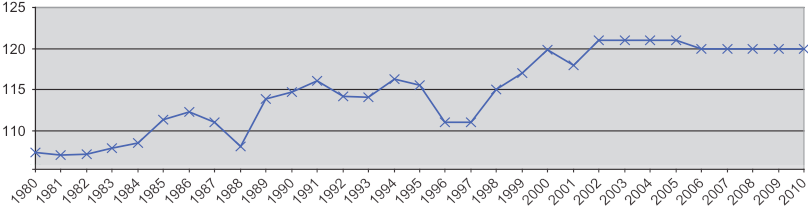
계획생육정책 시행 이후 중국 본토의 출생성비는 극적으로 변화했다.

2005년 연구에서 Zhu, Lu, Hesketh는 1-4세 연령에서 가장 높은 성비가 나타났으며, 티베트와 신장 두 성은 정상 범위 내의 성비를 보였다고 밝혔다. 다른 두 성은 140을 넘는 성비를 보였고, 네 성은 130-139 사이의 성비를 보였으며, 일곱 성은 120-129 사이의 성비를 보였는데, 이는 각각 자연 성비보다 현저히 높다.
2012년 뉴스 보도에 따르면 중국의 출생 성비는 여아 100명당 남아 117명으로 감소했다. 성비는 2004년에 약 121로 정점을 찍고 2017년에는 약 112로 감소했다. 국무원의 인구개발계획에 따르면 2020년까지 112 미만, 2030년까지 107 미만으로 떨어질 것으로 예측됐다.
2016년 12월, 캔자스 대학교 연구진은 사라진 여성들이 대부분 행정상의 미신고 결과이며 낙태 및 영아 살해 관행 대신 여성의 지연된 등록 때문일 수 있다고 보고했다. 이 연구 결과는 농촌 중국인들이 대규모로 딸을 낙태했다는 기존 가설에 의문을 제기했으며, 1982년 이후 1000만에서 1500만 명에 달하는 사라진 여성들이 제대로 된 출생 등록을 받지 못했을 수 있다고 결론지었다. 미신고 이유는 여아 출생 시 벌금을 피하려는 가족과 중앙 정부로부터 단속 부족을 숨기려는 지방 정부 때문인 것으로 추정되었다. 이는 중국 신생아의 성 불균형이 이전 분석에서 상당히 과장되었을 가능성이 높다는 것을 의미했다. 데이터 불일치 정도에 대한 논란이 있지만, 중국의 성비 불균형과 관련된 문제는 학자들 사이에서 여전히 논란이 되고 있다.

### 인도

2011년 인도의 0~6세 아동 성비 지도

연방 정부 데이터를 기반으로 한 퓨 리서치 센터의 연구에 따르면 2000-2019년 동안 최소 900만 명의 여성 태아가 사망했다. 연구에 따르면 이 중 86.7%는 힌두인 (인구의 80%)에 의해, 4.9%는 시크인 (인구의 1.7%)에 의해, 6.6%는 무슬림 (인구의 14%)에 의해 발생했다. 연구는 또한 이 기간 동안 남아 선호가 전반적으로 감소했음을 나타냈다.
2001년 인도 인구 조사에 따르면 전국 0-6세 아동 성비는 108이었으며, 2011년 인구 조사에 따르면 109로 증가했다(각각 여아 1000명당 남아 927명 및 919명, 정상 예상 비율은 여아 1000명당 남아 943명). 전국 평균은 2011년 인구 조사에 따른 지역별 수치의 변동을 숨긴다. 하리아나의 비율은 120, 펀자브의 비율은 118, 잠무 카슈미르의 비율은 116, 구자라트의 비율은 111이었다. 2011년 인구 조사에 따르면 인도의 동부 주는 103에서 104 사이의 출생 성비를 보였으며, 이는 정상보다 낮았다. 10년 주기의 전국 인구 조사 데이터와 대조적으로, 작은 비무작위 표본 조사는 인도에서 더 높은 아동 성비를 보고한다.
인도의 아동 성비는 지역별 패턴을 보여준다. 2011년 인도 인구 조사에 따르면 인도의 동부 및 남부 모든 주에서는 아동 성비가 103에서 107 사이로 나타났으며, 이는 일반적으로 "자연적인 비율"로 간주된다. 가장 높은 성비는 인도의 북부 및 북서부 주에서 관찰되었다 – 하리아나주 (120), 펀자브 (118) 및 잠무 카슈미르 (116). 서부 주인 마하라슈트라와 라자스탄의 2011년 인구 조사에 따르면 아동 성비는 113, 구자라트는 112, 우타르프라데시는 111이었다.
인도의 인구조사 데이터는 비정상적인 성비와 더 나은 사회경제적 지위 및 문해력 사이에 긍정적인 상관관계가 있음을 시사한다. 1991년, 2001년, 2011년 인구조사 데이터에 따르면 도시 인도의 아동 성비는 농촌 인도보다 높으며, 이는 도시 인도에서 성별 선택 낙태가 더 만연함을 시사한다. 마찬가지로, 여아 100명당 남아 115명 이상의 아동 성비는 힌두교, 이슬람교, 시크교 또는 기독교가 지배적인 지역에서 발견된다. 더욱이, 여아 100명당 남아 104명에서 106명의 "정상" 아동 성비도 힌두교, 이슬람교, 시크교 또는 기독교가 지배적인 지역에서 발견된다. 이러한 데이터는 성 선택이 교육받지 못하고 가난한 계층 또는 인도 사회의 특정 종교에서 발생하는 구식 관행임을 시사하는 어떤 가설과도 모순된다.

1941년부터 2011년까지 인도의 공식 인구 조사 데이터를 기반으로 한 인도의 남성 대 여성 성비. 데이터는 인도에 초음파 기반 산전 관리 및 성별 검사 기술이 도입되기 전과 후에 높은 성비가 존재했음을 시사한다.

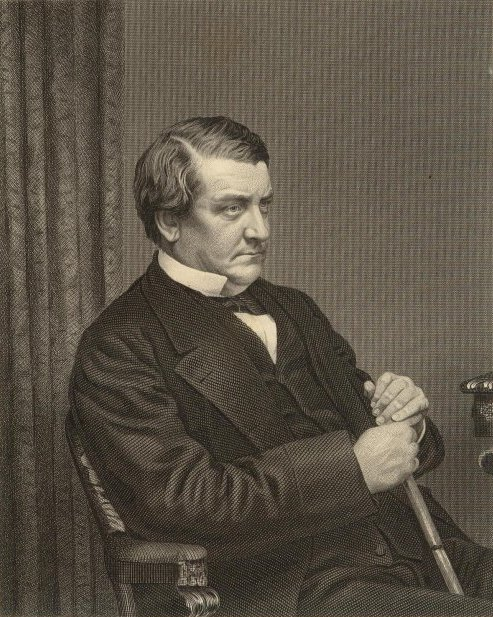
리처드 버크는 여아 살해 예방법, 1870년 당시 인도 총독이었다.

Rutherford와 Roy는 2003년 논문에서 1970년대에 개척된 산전 성별 판별 기술이 인도에서 인기를 얻었다고 제안한다. Rutherford와 Roy는 이러한 기술이 2000년대 초까지 29개 인도 주 중 17개 주에서 널리 사용 가능하게 되었다고 주장한다. 1999년 보고서에서 Sudha와 Rajan은 이러한 산전 성별 판별 기술이 사용 가능한 곳에서는 남성 출생을 선호했다고 주장한다.
Arnold, Kishor, 그리고 Roy는 2002년 논문에서 현대 태아 성별 검사 기술이 인도의 아동 성비를 왜곡했을 가능성을 제기한다. Ganatra 등은 2000년 논문에서 작은 표본 조사를 사용하여 보고된 낙태의 1⁄6이 성별 판별 검사 후에 이루어졌다고 추정한다.
인도 정부와 다양한 시민 단체는 성 선택을 방지하는 방법에 대한 논쟁과 논의를 계속하고 있다. 산전 성 선택의 부도덕성에 대해 의문이 제기되었으며, 일부는 원치 않는 여아를 갖는 가족의 산후 차별보다 산전 차별이 더 인도적이라고 주장한다. 다른 이들은 산모나 태아에게 위험이 없고 원치 않는 임신을 끝내는 수단으로 낙태가 사용될 때 성별 선택 낙태의 도덕성이 낙태의 도덕성과 얼마나 다른지에 대해 의문을 제기한다.
인도는 1971년 낙태 관련 법률인 임신 의료 중단법을 통과시켜 대부분의 주에서 낙태를 합법화했지만, 산모의 의료적 위험이나 강간과 같은 법적으로 허용 가능한 낙태 사유를 명시했다. 이 법은 또한 합법적으로 시술을 제공할 수 있는 의사와 낙태가 수행될 수 있는 시설을 규정했지만, 기술 발전에 기반한 성별 선택 낙태는 예상하지 못했다.
1980년대 인도 도시 지역에서 성별 검사 기술의 가용성이 증가하고 그 오용 주장이 제기되면서 인도 정부는 1994년 산전 진단 기술법(PNDT)을 통과시켰다. 이 법은 2004년에 수태 전 및 산전 진단 기술법(오용 방지 및 규제)(PCPNDT)으로 추가 개정되어 산전 성별 검사 및 성별 선택 낙태를 억제하고 처벌하도록 했다. 이 법의 영향과 그 시행 여부는 불분명하다. 그러나 연구에 따르면 1994년 PNDT 법이 통과된 후 여아 출생률이 약 0.7%-1% 증가했다. 불행히도 이 데이터는 유의미하지 않았다. 유엔 인구 기금과 인도 국가 인권위원회는 2009년에 인도 정부에 법의 영향을 평가하도록 요청했다. 활동가 NGO인 인도 공중 보건 재단은 2010년 보고서에서 인도의 일부 지역에서 법에 대한 인식 부족, 적절한 기관의 소극적인 역할, 산전 진료 서비스를 제공하는 일부 병원의 모호성, 법을 무시하는 소수 의료인의 역할을 주장했다. 이 법이 통과될 무렵에도 여성들은 국경을 넘어 성별 선택 낙태를 계속할 수 있었다. 이는 1996년 전국 PNDT가 통과될 때까지 계속되었다.
인도 보건가족복지부는 진료소와 의료 전문가들에게 교육 및 미디어 광고를 통해 인식을 높이는 것을 목표로 삼았다. 인도 의사협회는 회의 및 컨퍼런스 기간 동안 회원들에게 '베티 바차오'(딸을 구하자) 배지를 배포하여 산전 성별 선택을 방지하기 위한 노력을 기울였다.
2007년 11월, 맥퍼슨은 매년 인도에서 태아가 여아라는 이유만으로 10만 건의 낙태가 계속 이루어지고 있다고 추정했다. 여성들은 아들보다 딸을 출산했다는 이유로 폭력에 시달릴 수 있다. 2016년, 아누 반살은 또 다른 딸을 출산한 후 남편에게 살해당했다. 그녀는 불태워 죽었다.

### 파키스탄

파키스탄은 성 선택의 전통이 있다. 인도와 마찬가지로 지참금의 전통도 영향을 미친다.

파키스탄의 경우, 유엔 인구 기금은 2012년 보고서에서 파키스탄의 출생 성비를 110으로 추정했다. 도시 지역, 특히 인구 밀도가 높은 펀자브 지역은 112 이상의 성비(남아 1000명당 여아 900명 미만)를 보고했다. Hudson과 Den Boer는 그 결과 정상적으로 예상되는 것보다 약 600만 명의 여아가 부족하다고 추정했다.
2017년, 두 개의 파키스탄 단체가 파키스탄 도시에서 대규모 영아 살해 사례를 발견했다. 이는 Edhi Foundation과 Chhipa Welfare Foundation이 주도했다. 영아 살해 피해자는 거의 모두 여아 영아였다. 지역 당국이 제시한 이유는 빈곤과 남아를 여아보다 선호하는 지역 관습이었다. 그러나 카라치에서 대규모로 발견된 사례는 많은 여아 영아가 혼외정사 아기는 무시되어야 한다는 지역 성직자의 명령 때문에 살해당했음을 보여준다. 이는 이슬람에서 간음은 큰 죄이지만, 아기와 아이들은 무고한 영혼에 해당하므로 살해하는 것은 하람 (금지)이기 때문이다. 사실, 무함마드는 이슬람 이전 아라비아에서 관습이었던 여아 영아 살해를 명시적으로 금지했다.
틀:인용 틀

### 대한민국
성별 선택 낙태는 대한민국에서 1980년대 중반부터 1990년대 초반에 인기를 얻었으며, 남성 아동이 선호됨에 따라 선택적인 여아 낙태가 흔하게 이루어졌다. 역사적으로 한국의 많은 가치관과 전통은 가부장제를 강요하는 유교에 기반을 두고 있었으며, 이는 남아에 대한 강한 선호도를 동기부여했다. 게다가, 낙태 금지에도 불구하고 남아선호와 성 선택 기술의 가용성이 결합되어 성별 선택 낙태 및 남아 출생아 수가 증가했다. 그 결과, 대한민국은 1980년대 중반부터 1990년대 초반까지 극히 높은 성비를 경험했다. 그러나 최근 몇 년 동안 가족 정책 변화와 근대화로 인해 남아선호에 대한 태도가 변화하여 성비가 정상화되고 성별 선택 낙태 건수가 줄어들었다. 그럼에도 불구하고, 낙태 금지 및 관련 논란 때문에 보고된 유도 성별 선택 낙태 건수에 대한 명확한 데이터는 없다. 따라서 학자들은 성 선택, 낙태 정책, 성 차별 및 기타 문화적 요인 간의 연관성을 지속적으로 분석하고 생성하고 있다.

### 기타 아시아 국가
인구가 많지만 성비가 높은 다른 국가로는 베트남이 있다. 유엔 인구 기금은 2012년 보고서에서 베트남의 출생 성비를 111로, 인구 밀도가 높은 홍강 삼각주 지역을 116으로 주장했다.
타이완은 1991년부터 2011년까지 20년 동안 400만 명의 출생에서 매년 1.07에서 1.11 사이의 출생 성비를 보고했으며, 2000년대에 가장 높은 출생 성비를 기록했다. 성별 선택 낙태는 대한민국에서도 흔히 보고되지만 최근 몇 년 동안 그 발생률이 감소했다. 2015년 현재, 대한민국의 출생 성비는 남성 1.07명/여성이었다. 2015년 홍콩의 출생 성비는 남성 1.12명/여성이었다. 1990년대 후반 출생에 대한 2001년 연구는 "홍콩 중국 여성들 사이에서 성 선택 또는 성별 선택 낙태가 행해질 수 있다"고 결론지었다.
최근, 네팔 일부 지역, 특히 카트만두 계곡, 그리고 카스키와 같은 지역에서 출생 성비의 상승이 주목되었다. 출생 시 높은 성비는 도시 지역의 부유하고 교육 수준이 높은 인구 집단에서 가장 두드러진다.

## 유럽
출생 시 비정상적인 성비는 아마도 성별 선택 낙태의 발생 증가로 설명될 수 있으며, 남아시아 및 동아시아 이외의 일부 다른 국가에서도 주목되었다. CIA에 따르면 유럽(2017)에서 가장 불균형한 출생 성비는 리히텐슈타인, 아르메니아, 알바니아, 아제르바이잔, 산마리노, 코소보, 마케도니아이며, 리히텐슈타인은 세계에서 가장 불균형한 성비를 가지고 있다.

### 캅카스

흑해와 카스피해 사이에 위치한 유럽과 아시아의 경계 지역인 캅카스의 지형

캅카스는 "남성이 지배하는 지역"으로 명명되었으며, 최근 몇 년 동안 가족 규모가 작아지면서 아들을 낳아야 한다는 압력이 증가했다. 1990년대 초 소련의 붕괴 전에는 아제르바이잔, 아르메니아, 조지아와 같은 캅카스 국가의 출생 성비는 105에서 108 범위였다. 붕괴 후 출생 성비는 급격히 상승하여 지난 20년 동안 높은 수준을 유지했다. 아르메니아, 조지아, 아제르바이잔은 21세기 첫 10년 동안 극심하게 불균형한 출생 성비를 보였다. 조지아에서 2005-2009년 출생 성비는 디 이코노미스트에 의해 약 120으로 인용되었으며, 디 이코노미스트는 이 추세가 최근 수십 년 동안 캅카스에서의 성별 선택 낙태 관행이 동아시아 및 남아시아와 유사했음을 시사한다고 주장한다.
디 이코노미스트 기사에 따르면 아르메니아의 성비는 출생 순서의 함수로 보인다. 기사는 첫째 아이들 중 여아 100명당 남아 138명이라고 주장했다. 전반적으로 아르메니아의 출생 성비는 일부 연도에 115를 초과했으며, 인도의 108보다 훨씬 높았다. 이러한 높은 출생 성비는 성별 선택 낙태를 시사하지만, 캅카스에서 대규모 성별 선택 낙태가 관찰되었다는 직접적인 증거는 없다.
최신 CIA 데이터에 따르면, 이 지역의 2017년 성비는 아르메니아 112, 아제르바이잔 109, 조지아 107이다.

### 동남유럽
서발칸 지역, 즉 알바니아, 마케도니아, 코소보, 몬테네그로 등지에서 21세기에 출생 성비의 불균형이 나타나고 있다. 학자들은 이는 동남유럽에서 성별 선택 낙태가 흔하다는 것을 시사한다고 주장한다. 2017년 현재, CIA 추정에 따르면 알바니아의 출생 성비는 109이다. 2008-11년 유로스타트 및 출생 기록 데이터에 따르면, 알바니아와 몬테네그로의 해당 기간 출생 성비는 각각 112와 110이었다. 최근 몇 년 동안 몬테네그로 보건 당국은 남녀 출생아 수의 상당한 불균형에 대해 우려를 표명했다. 그러나 2017년 CIA 데이터는 몬테네그로의 출생 성비를 정상 범위 내인 106으로 인용한다. 최근 몇 년 동안 마케도니아와 코소보의 출생 등록 데이터는 불균형한 출생 성비를 나타내며, 2010년 코소보의 출생률은 112였다.:23 2017년 현재 CIA는 마케도니아와 코소보 모두 108로 인용했다.

## 아메리카

### 미국
다른 국가와 마찬가지로 미국에서도 성별 선택 낙태는 데이터 부족으로 추적하기 어렵다.
미국에서 대부분의 부모는 성별 선택 낙태를 시행하지 않지만, 남아 선호 경향은 분명히 있다. 2011년 갤럽 여론 조사에 따르면, 아이를 한 명만 가질 수 있다면 응답자의 40%는 아들을 선호한다고 답했으며, 28%만이 딸을 선호한다고 답했다. 정자 분류 및 체외 수정 배아 선택과 같은 산전 성 선택 기술에 대해 알게 되었을 때, 설문 조사에 참여한 미국인 중 40%는 성별로 배아를 선택하는 것이 재생산권의 허용 가능한 표현이라고 생각했다. 이러한 선택 기술은 2006년 현재 미국 생식 클리닉의 약 절반에서 사용할 수 있다. 그러나 다른 연구들은 여아에 대한 더 큰 선호도를 보여준다. 과학 기술 의회 사무국에 따르면, 성별 선택을 원하는 미국 부부의 80%는 남아보다 여아를 원했다.
2000년 미국 인구 조사에 대한 연구는 중국, 한국, 인도 이민자 가족에서 남아 편향 가능성을 시사하며, 첫째나 둘째 아이가 여아인 가족에서 이러한 편향이 더욱 강해지고 있음을 보여준다. 첫 두 아이가 여아인 가족에서 셋째 아이의 출생 성비는 1.51:1이었다.
성 선호 및 선택으로의 이러한 움직임 때문에 많은 주 및 연방 차원에서 성별 선택 낙태 금지 법안이 제안되었다. 2010년과 2011년에 성별 선택 낙태는 각각 오클라호마주와 애리조나주에서 금지되었다. 조지아, 웨스트버지니아주, 미시간주, 미네소타주, 뉴저지주, 뉴욕 입법부도 이 시술을 금지하는 법안을 통과시키려 노력했다.

## 기타 국가
존 봉하르츠의 2013년 연구는 61개 주요 국가의 설문 조사를 기반으로 부모가 원하는 아들딸 수를 가질 경우 발생하는 성비를 계산했다. 봉하르츠는 35개 국가에서 부모가 원하는 성별의 아이를 가질 경우 해당 국가의 출생 성비는 여아 100명당 남아 110명 이상이 될 것이라고 주장한다(이는 디 이코노미스트가 인도의 성비로 주장하는 108보다 높다).

## 사라진 여성 추정치

세계의 '사라진 여성' 수, Our World in Data.

"정상" 출생 성비를 103-107 범위로 고려할 때, 암시된 사라진 여아에 대한 추정치는 연구자와 남녀의 예상되는 출생 후 사망률에 대한 기본적인 가정에 따라 상당히 달라진다. 예를 들어, 2005년 연구는 아프가니스탄, 방글라데시, 중화인민공화국, 인도, 파키스탄, 대한민국, 타이완에서만 예상 인구에서 9천만 명 이상의 여성이 "사라졌다"고 추정했으며, 성별 선택 낙태가 이러한 부족에 영향을 미쳤음을 시사했다. 1990년대 초반, 센은 1억 700만 명의 사라진 여성을 추정했고, 코알은 6000만 명, 클라센은 중국, 인도, 파키스탄, 방글라데시, 네팔, 서아시아, 이집트에서 8900만 명의 사라진 여성을 추정했다. Guilmoto는 2010년 보고서에서 최근 데이터(파키스탄 제외)를 사용하여 사라진 여아 수를 훨씬 적게 추정했지만, 많은 국가의 높은 성비가 0-19세 연령 집단에서 성별 격차, 즉 여아 부족을 야기했다고 언급했다.
| 국가           | 성별 격차 0-19세 연령 집단 (2010) | 미성년 여성 비율 | 지역       | 종교 상황         |
| -------------- | --------------------------------- | ---------------- | ---------- | ----------------- |
| 아프가니스탄   | 265,000                           | 3.0              | 남아시아   | 대부분 이슬람     |
| 알바니아       | 21,000                            | 4.2              | 동남유럽   | 종교적으로 다양함 |
| 아르메니아     | 35,000                            | 8.4              | 캅카스     | 대부분 기독교     |
| 아제르바이잔   | 111,000                           | 8.3              | 캅카스     | 대부분 이슬람     |
| 방글라데시     | 416,000                           | 1.4              | 남아시아   | 대부분 이슬람     |
| 중화인민공화국 | 25,112,000                        | 15.0             | 동아시아   | 종교적으로 다양함 |
| 조지아         | 24,000                            | 4.6              | 캅카스     | 대부분 기독교     |
| 인도           | 12,618,000                        | 5.3              | 남아시아   | 종교적으로 다양함 |
| 몬테네그로     | 3,000                             | 3.6              | 동남유럽   | 대부분 기독교     |
| 네팔           | 125,000                           | 1.8              | 남아시아   | 대부분 힌두교     |
| 파키스탄       | 206,000                           | 0.5              | 남아시아   | 대부분 이슬람     |
| 대한민국       | 336,000                           | 6.2              | 동아시아   | 종교적으로 다양함 |
| 싱가포르       | 21,000                            | 3.5              | 동남아시아 | 종교적으로 다양함 |
| 베트남         | 139,000                           | 1.0              | 동남아시아 | 종교적으로 다양함 |

## 자원에 대한 성별 접근 불균형
많은 국가(특히 인도와 중국)에서 성별 선택 낙태의 유병률에 대한 상당한 증거가 있지만, 세계 성비 변동의 일부는 자원에 대한 불균등한 접근 때문임을 시사하는 증거도 있다. 맥퍼슨(2007)이 언급했듯이, 남성과 여성 아동 간의 성별 폭력과 음식, 의료, 예방 접종에 대한 접근에 상당한 차이가 있을 수 있다. 이는 여아들 사이의 높은 영아 및 아동 사망률로 이어져 성비 변화를 야기한다.
자원에 대한 불균등한 성별 접근은 사회경제적 지위와 밀접하게 관련되어 있는 것으로 보인다. 특히, 가난한 가정은 때때로 식량을 배급해야 하며, 여아는 일반적으로 남아보다 덜 우선순위를 받는다. 그러나 Klasen의 2001년 연구는 이러한 관행이 가장 가난한 가정에서는 덜 흔하지만, 약간 덜 가난한 가정에서는 급격히 증가한다고 밝혔다. Klasen과 Wink의 2003년 연구는 이것이 "여성의 경제적 독립 증진과 인구의 가장 빈곤한 계층 사이의 문화적 제약 감소와 관련이 있다"고 제안한다. 다시 말해, 가장 가난한 가정은 일반적으로 문화적 기대치와 규범에 덜 구속되며, 여성은 필요에 따라 가구 수입자가 될 자유가 더 많다.
성비 증가를 유발할 수 있는 것은 필수 자원 이외의 삶의 측면에서의 불균형이다. Sen(1990)에 따르면, 임금 및 직업 발전의 차이도 성비에 상당한 영향을 미친다. 이것이 성별 선택 낙태가 거의 없는 국가에서 높은 성비가 때때로 나타나는 이유이다. 또한, 여성의 높은 교육률은 낮은 성비와 관련이 있다(세계 은행 2011).
Lopez와 Ruzikah (1983)는 동일한 자원을 제공받을 때, 여성은 영아기 이후 모든 생애 단계에서 남성보다 오래 사는 경향이 있음을 발견했다. 그러나 전 세계적으로 자원이 항상 공평하게 분배되지는 않는다. 따라서 일부 학자들은 의료, 교육 및 영양과 같은 자원에 대한 접근 불균형이 세계 일부 지역에서 보이는 높은 성비에 적어도 작은 역할을 한다고 주장한다. 예를 들어, Alderman과 Gerter (1997)는 의료 접근의 불평등이 개발도상국, 특히 동남아시아에서 여성 사망의 주요 원인 중 하나임을 발견했다. 또한, 인도에서는 의료 접근의 불평등이 질병 증가와 30대 후반까지 모든 연령대에서 여성 사망률 증가로 이어졌다(Sen 1990). 이는 여성이 동등한 자원을 받는 지역에서는 여성이 남성보다 오래 사는 경향이 있다는 점(Sen 1990)을 감안할 때 특히 주목할 만하다. 여성은 단 2개 국가를 제외한 모든 국가에서 남성보다 오래 산다.
Sen은 1990년에 경제적 불이익만으로는 항상 성비 증가로 이어지지 않을 수 있다고 주장했다. 예를 들어, 세계에서 가장 경제적으로 불우한 지역 중 하나인 사하라 사막 이남 아프리카에서는 여성이 과잉이다. 따라서 아프리카에서 경제적 불이익과 성비가 상관 관계가 없다면, 다른 요인이 작용할 수 있다. 2002년 아프리카 인구 통계에 대한 더 자세한 분석은 아프리카에서도 출생 성비에 상당한 차이가 있음을 시사한다(동아프리카 반투족 인구의 1.01에서 나이지리아 및 에티오피아의 1.08까지). 따라서 경제적 불이익은 아프리카에서도 여전히 해결되지 않은 가설로 남아 있다.

## 성별 선택 낙태 이유
유엔 인구 기금이 2012년에 발표한 출생 시 성 불균형에 대한 보고서에 따르면, 성별 선택 낙태에는 세 가지 전제 조건이 있다. 첫째, 낙태 방법과 산전 성별 검사 기술(예: 산과 초음파, 세포 유리 태아 DNA, 양수천자)의 가용성으로 인해 이 관행이 실현 가능해야 한다. 둘째, 자녀의 성별 구성 변경이 부모와 가족에게 유리해야 한다. 이는 상속 규칙, 부성 성씨 계승, 지참금 제도, 가족 구성에 대한 사회적 선호 등 다양한 사회경제적 요인으로 설명할 수 있다. 셋째, 성별 선택 낙태는 출산율이 낮거나 감소하고 있기 때문에 필요해야 한다. 아들과 관련된 사회적 혜택이 존재한다는 점을 감안할 때, 제한된 자녀 수를 유지하면서 아들을 갖는 필요성은 저출산으로 인해 강화된다. 저출산은 가족 규모에 대한 사회적 규범, 추가 자녀의 한계 비용 증가, 또는 피임 정책의 결과일 수 있다.
일부 인구학자는 성별 선택 낙태 또는 영아 살해 주장이 정확한지에 대해 의문을 제기한다. 왜냐하면 여아 출생 신고 미비도 높은 성비를 설명할 수 있기 때문이다. 자연적인 이유도 일부 비정상적인 성비를 설명할 수 있다. 이러한 비정상적인 성비의 가능한 원인과 대조적으로, Klasen과 Wink는 인도와 중국의 높은 성비가 주로 성별 선택 낙태의 결과라고 제안한다.

### 남아 선호 및 여아 기피의 사회경제적 이유

#### 문화적 선호

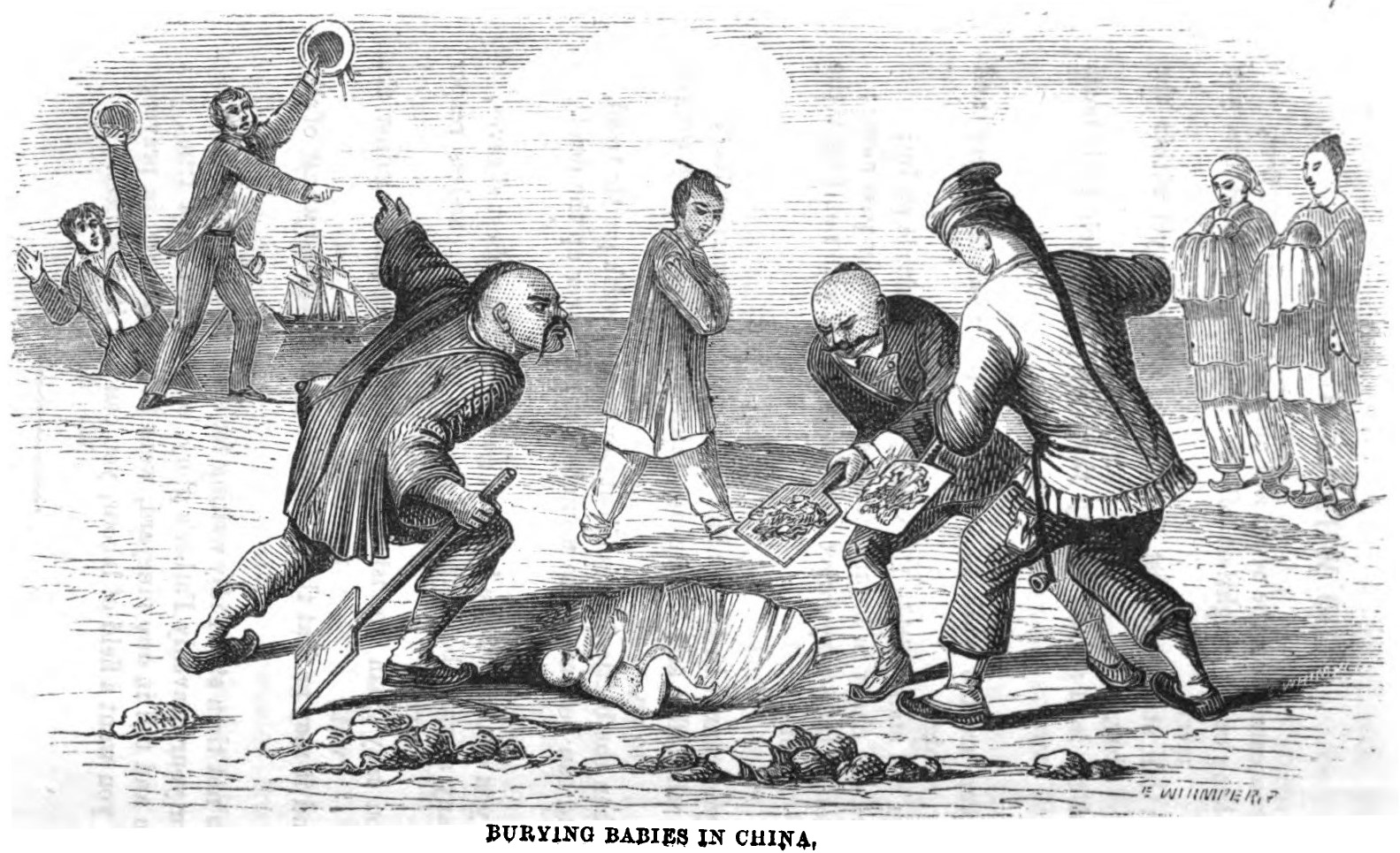
중국에서 아기 매장 (p.40, March 1865, XXII). 중국에는 중국의 여아 살해라는 오랜 전통이 있다.

갠지스강에 유아를 던져 저지른 영아 살해

중국과 인도에서 성별 선택 낙태가 강화되는 이유는 역사와 문화적 배경을 통해 알 수 있다. 일반적으로 정보 시대 이전에는 남성 아기가 육체노동과 가계 대의 지속을 제공했기 때문에 선호되었다. 노동은 중국과 인도와 같은 개발 도상국에서 여전히 중요하지만, 가계 대에 관해서는 매우 중요하다.
여아 태아의 선택적 낙태는 다양한 사회적, 경제적 이유로 문화적 규범이 남아보다 여아를 더 가치 있게 여기는 지역에서 가장 흔하다. 아들은 돈을 벌고 가족을 부양할 수 있기 때문에 종종 "자산"으로 선호된다. 딸은 다른 가족에게 시집가서 부모에게 재정적으로 기여하지 않기 때문에 "부채"이다. 성 선택적 여아 낙태는 특정 가정에서 여아 살해 또는 여아에 대한 출생 후 건강 관리 거부 관행의 다른 형태의 연속이다. 또한, 일부 문화에서는 아들이 노년에 부모를 돌봐야 한다고 기대된다. 이러한 요인들은 질병이 아동 성비에 미치는 영향에 의해 복잡해지는데, 전염병과 비전염병은 남성과 여성에게 다르게 영향을 미친다. 인도와 파키스탄 일부 지역에서는 여성의 은둔과 가택 연금이 필요하다고 규정하는 퍼다와 같은 사회적 규범이 있다. 이러한 관행은 남아시아의 일부 무슬림 및 힌두교 공동체에서 만연하다. 여성이 남성과 상호 작용하거나 그렇게 한다고 믿을 때, "가족의 명예"가 훼손된다.
역사적으로 많은 남아시아 인구에서 여성은 매우 낮은 지위를 할당받았으며, 이는 사티, 즉 남편의 화장터에서 자진하거나 남편 사망 직후 다른 방식으로 자살하는 고대 장례 풍습과 같은 관행을 통해 입증되었다. 이러한 사회는 여성에게 거의 가치를 두지 않아 부모가 여아를 영아 살해하거나 버리도록 조장했다. 따라서 성별 선택 낙태의 현대적 관행은 다른 역사적 관행의 연속이다. 19세기 북서 영국령 인도에서는 인구의 1/4만이 딸의 절반을 보존한 반면, 다른 3/4의 인구는 균형 잡힌 성비를 보였다. 여성 100명당 남성 118명이었다. 이는 현재 인도와 파키스탄으로 나뉜 이 지역의 현대적 성비와 비슷하다.
중국의 문화는 깊은 가부장제 사회이다. 현대 이전 중국 사회는 적어도 기원전 11세기 이후로 주로 가부장적이고 부계적이었다. 중국에서는 오랫동안 남아 선호가 있어 높은 비율의 여아 살해와 함께 여성의 거주 이전의 자유 제한이라는 강한 전통이 있었다. 특히 상류층 여성들은 전족 관행을 통해 제한되었다. 20세기에 여성의 법적, 사회적 지위가 크게 향상되었지만, 남아 선호는 여전히 강하며, 계획생육정책으로 인해 상황이 악화되었다.
유교에 대한 해석은 여성의 낮은 지위에 기여한다고 주장되어왔다. 삼종사덕에 규정된 성별 역할은 가족, 따라서 사회 안정의 초석이 되었다. 한나라 이후 유교 학자들은 덕 있는 여성은 결혼 전에는 아버지, 결혼 후에는 남편, 과부가 되면 아들을 따르도록 가르치기 시작했다. 후기 왕조에서는 정절 덕목에 더 많은 강조가 이루어졌다. 송나라 유교 학자 정이는 "굶어 죽는 것은 작은 일이지만, 정절을 잃는 것은 큰 일이다"라고 말했다. 따라서 "정절 숭배"는 재혼에 대한 사회 낙인을 찍어 많은 과부들을 빈곤과 외로움으로 몰아넣었다.
현대 동아시아에서는 이 관행으로 이어지는 선호 패턴의 상당 부분이 단순히 남성 후계자를 갖는 욕구로 압축될 수 있다. 모니카 다스 굽타(2005)는 1989년 중국 출생 데이터에서 첫 아이 중 여아 태아의 선택적 낙태 증거는 없었지만, 첫 아이가 여아일 경우 아들을 선호하는 경향이 강했다고 관찰했다.

#### 지참금

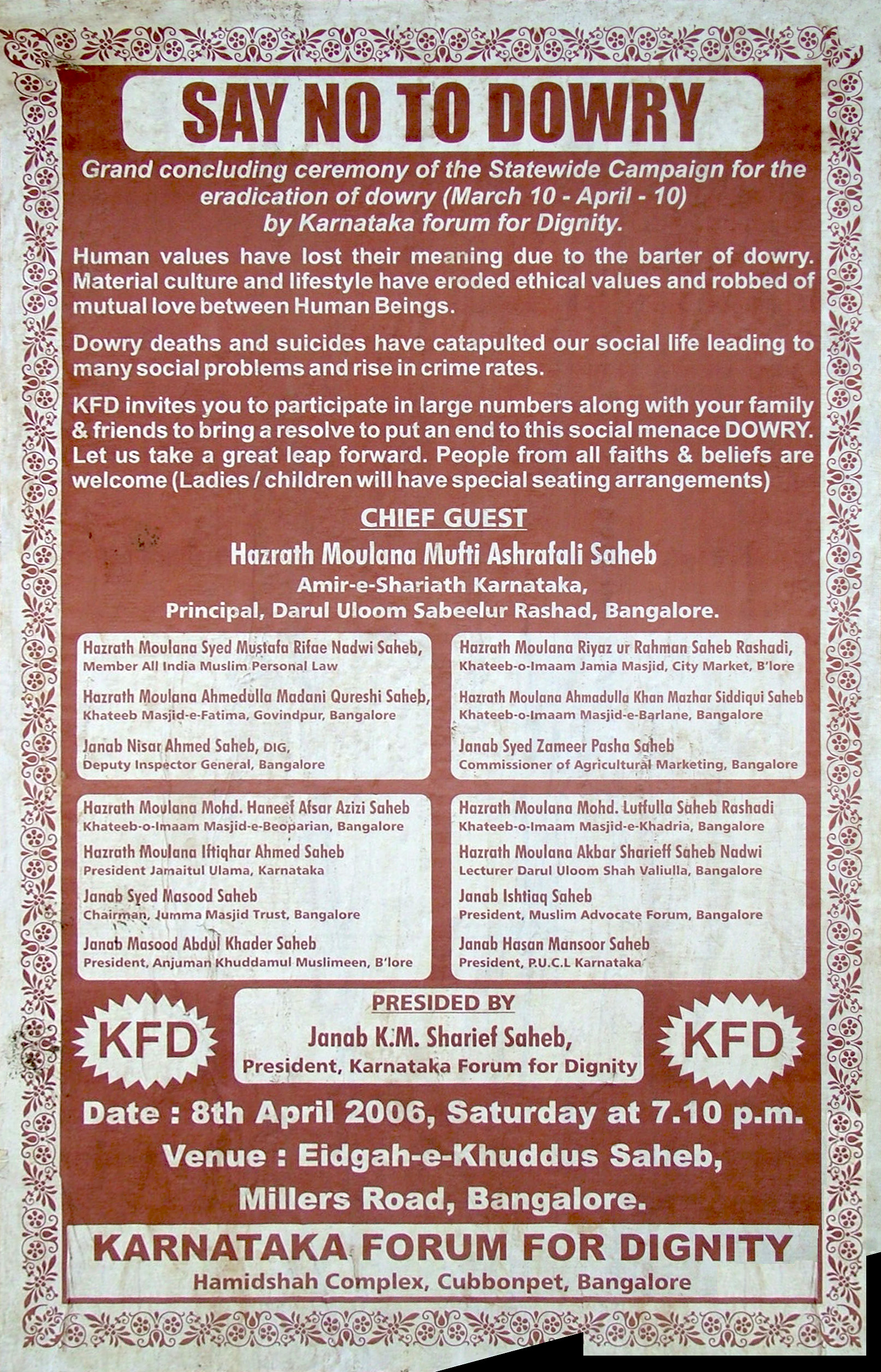
인도의 사회적 지참금 반대 캠페인

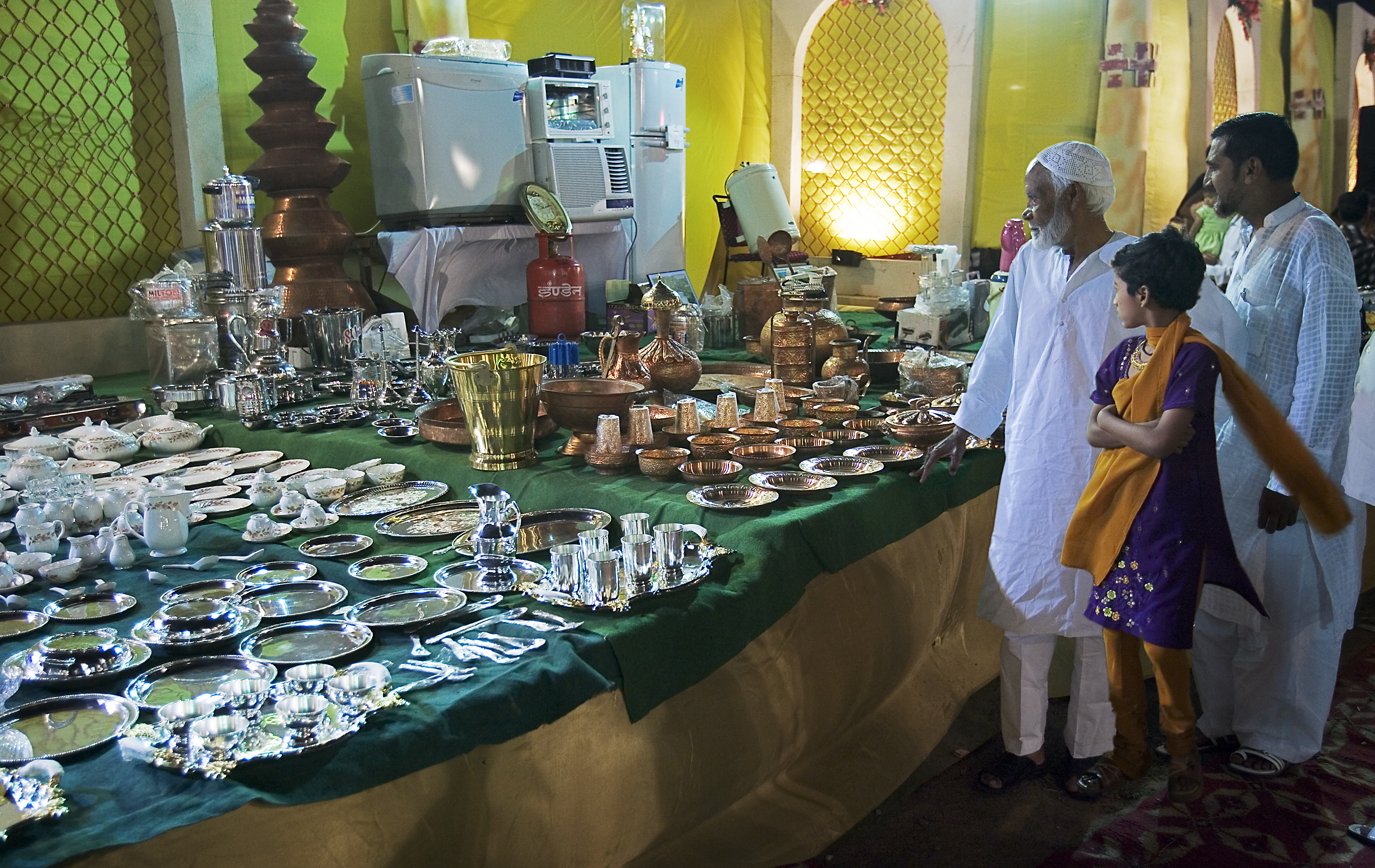
인도 델리의 이맘 아들을 위한 결혼 선물, 병사들과 2000명의 하객. 남아시아, 특히 인도와 파키스탄 일부 지역에서는 큰 지참금이 기대된다.

지참금은 여성의 부모가 결혼 시 그녀에게 양도하는 재산이다. 지참금은 전 세계 많은 문화권에서 흔했던 고대의 관행이며, 오늘날 특히 남아시아에서 만연하다. 지참금 관습은 부계제가 강하고 여성이 남편 가족과 함께 또는 근처에 거주할 것으로 예상되는 문화(부거제)에서 가장 흔하다.
키르티 싱은 지참금이 남아 선호의 원인이자 결과로 널리 간주되며, 이는 여아가 원치 않는 존재가 되거나 성별 선택 낙태, 여아 살해 또는 여아 학대로 이어질 수 있다고 말한다.
인도의 지참금 제도는 인도의 문화의 주요 부분이며, 결혼 조건으로 신부 가족이 신랑, 그의 부모 또는 그의 친척에게 주는 내구재, 현금, 부동산 또는 동산을 의미한다. 지참금은 현금 지불 또는 신부와 함께 신랑 가족에게 주어지는 선물 형태이며, 신혼부부가 가정을 꾸리는 데 도움이 되는 현금, 보석, 가전 제품, 가구, 침구, 식기, 주방 용품 및 기타 가정 용품을 포함한다. 지참금에 대한 분쟁은 때때로 지참금 살해로 이어진다.

#### 트리버스-윌라드 가설
트리버스-윌라드 가설은 자원 가용성이 여성보다 남성의 번식 성공에 더 큰 영향을 미치므로, 따라서 부모는 자원이 풍부할 때 남성을 선호하고 자원이 부족할 때 여성을 선호해야 한다고 주장한다. 이는 사회 내 개인 간의 자원 차이와 사회 간의 자원 차이에도 적용되었다. 2007년 Cronk의 검토에 따르면 경험적 증거는 혼합되어 있으며, 더 나은 연구에서 더 높은 지지를 받는다. 한 예: 헝가리의 롬인 집단에 대한 1997년 연구에서는 여성을 선호하는 저지위 집단이었다. 그들은 "출생 시 여성 편향 성비를 보였고, 한 명 이상의 딸을 낳은 후 태아 낙태 가능성이 더 높았으며, 딸에게 더 오래 수유하고, 딸을 학교에 더 오래 보냈다."

### 한 자녀 정책

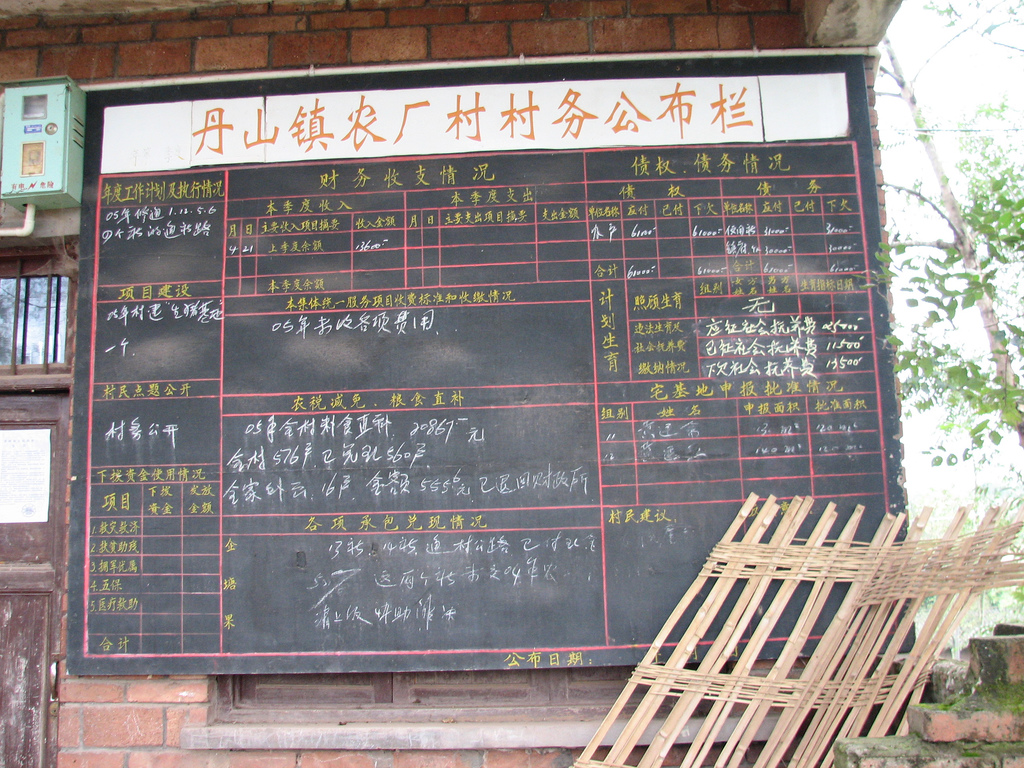
중화인민공화국의 계획생육정책은 성비 불균형에 기여했다. 사진은 쓰촨성, 농광 마을의 공동 게시판으로, 마을 여성 인구를 추적하고 최근 출생을 이름별로 나열하며 전년도 미승인 출생에 대한 수천 위안의 벌금이 미납 상태임을 기록하고 있다.

1949년 중화인민공화국 수립 이후 인구 통제 문제가 국가적 관심사로 떠올랐다. 공화국 초창기 지도자들은 시민들에게 출산율 감소를 지시하는 것만으로도 충분하다고 믿고, 피임을 금지하는 법률을 폐지하고 대신 피임 사용을 장려했다. 그러나 피임약은 공급 부족과 성에 대한 문화적 금기 때문에 널리 보급되지 않았다. 1959-61년 기근 이후 노력은 둔화되었지만 거의 같은 결과로 곧 재개되었다. 그런 다음 1964년에 가족 계획 사무실이 설립되어 더 엄격한 출산 지침을 시행했으며 이는 적당한 성공을 거두었다.
1979년, 정부는 계획생육정책을 채택하여 많은 가족을 성 조례에 명시된 경우를 제외하고는 한 자녀로 제한했다. 이는 중국 경제를 활성화하려는 시도로 시작되었다. 이 정책에 따라 허용된 자녀 수를 어긴 가족은 거주하는 성에 따라 다양한 처벌(주로 금전적)을 받았다.
위에서 언급했듯이, 성비는 주로 가족에게 부과된 규제의 종류에 따라 결정되며, 이는 중국의 성비 불균형의 상당 부분이 이 정책에 기인한다는 결론을 지지한다. Junhong(2001)의 연구는 많은 부모가 아이가 남성인지 확인하기 위해 (특히 첫 아이가 여성인 경우) 돈을 지불할 용의가 있지만, 아이가 여성인지 확인하기 위해 같은 일을 하지 않는다는 것을 발견했다. 아마도 한 자녀 정책의 가혹한 금전적 처벌에 대한 두려움은 아들 출생을 보장하는 것을 현명한 투자로 만든다. 따라서 아들의 문화적, 경제적 중요성과 여러 자녀와 관련된 큰 비용은 중국의 불균등한 성비로 이어지는 주요 요인이다.
2013년, 중국은 한 자녀 정책을 공식적으로 변경하여 덜 엄격하게 만들 계획을 발표했다. 전국 인민 대표 대회는 정책을 변경하여 부부 중 한 명이 외동 자녀인 경우 두 자녀를 가질 수 있도록 허용했다. 이 변경은 성비 때문이 아니라, 노동 인구가 점점 작아지는 노령 인구 때문이었다. 이 새로운 법은 연간 200만 명 더 많은 출생으로 이어지고 중국에서 베이비 붐을 일으킬 수 있을 것으로 추정된다. 2015년, 중국은 공식적으로 한 자녀 법을 완화했다. 불행히도 중국의 많은 사회 문제는 인구 과잉에 기반하고 있다. 따라서 이 새로운 법이 실제로 시민 수가 증가함에 따라 중국 사회에서 여성들이 더 가치 있게 여겨질지 여부는 불분명하다.
유니세프와 유엔 인구 기금은 중국 정부 및 전국 여성 연맹과 같은 풀뿌리 여성 단체와 협력하여 정책 및 관행에서 성 평등을 촉진하고, 다양한 사회 캠페인을 통해 출생 성비를 낮추고 여아 사망률을 줄이는 데 기여하고 있다.
인도
인도에서는 맥퍼슨의 2007년 연구에 따르면, 산전 진단 기술법(PCPNDT 법)이 NGO와 정부에 의해 널리 홍보되었다. 많은 광고가 낙태를 폭력적으로 묘사하여 인구 내에서 낙태 자체에 대한 두려움을 야기했다. 광고는 낙태와 관련된 종교적, 도덕적 수치심에 초점을 맞췄다. 맥퍼슨은 이 미디어 캠페인이 효과적이지 못했다고 주장한다. 왜냐하면 일부는 이를 자신에 대한 공격으로 인식하여 문제에 대한 대화를 열기보다는 폐쇄적이 되었기 때문이다. 맥퍼슨은 도덕성에 대한 이러한 강조가 모든 낙태와 관련된 두려움과 수치심을 증가시켜 인도의 안전하지 않은 낙태 증가로 이어졌다고 주장한다.
인도 정부는 2011년 보고서에서 MTP 및 PCPNDT 법에 대해 모든 이해 관계자를 더 잘 교육하기 시작했다. 의사소통 캠페인에서는 성별 판별은 불법이지만, 인도에서는 특정 의료 상태에 대한 낙태는 합법임을 강조하여 대중의 오해를 해소하고 있다. 정부는 또한 성 차별을 줄이는 것을 목표로 하는 프로그램 및 이니셔티브의 시행을 지원하고 있으며, 성 선택의 근본적인 사회적 원인을 다루는 미디어 캠페인을 포함한다.
인도의 많은 주에서 채택한 최근 정책 이니셔티브는 여아와 그 부모에게 지원을 제공함으로써 여아의 경제적 불이익으로 추정되는 문제를 해결하려는 시도라고 Guilmoto는 주장한다. 이러한 정책은 여아에게만 제공되는 조건부 현금 이전 및 장학금을 제공하며, 여아와 그 부모에게 지급되는 금액은 그녀의 삶의 각 단계, 예를 들어 출생 시, 어린 시절 예방 접종 완료 시, 1학년 입학 시, 6, 9, 12학년 이수 시, 21세 이후 결혼 시와 연계된다. 일부 주는 한두 명의 여아를 양육하는 부모에게 더 높은 연금 혜택을 제공하고 있다. 인도의 여러 주는 여아 중심 복지 정책에서 다양한 혁신을 실험하고 있다. 예를 들어, 델리 주는 여아 지원 정책 이니셔티브(현지에서 라들리 제도라고 불림)를 채택했는데, 초기 데이터에 따르면 주의 출생 성비를 낮추는 데 기여할 수 있다.

## 사회적 영향

### 사라진 여성
"사라진 여성"이라는 개념은 성별 선택 낙태와 차별 관행의 원인을 연구한 최초의 학자 중 한 명인 아마르티아 센이 1990년에 처음 제안했다. 상황의 심각성을 설명하기 위해 그는 성별 선택 낙태 또는 차별 관행으로 인해 살아 있지 않은 여성의 수를 계산했다. 그는 중국이 자연적인 성비를 가졌다면 있어야 할 여성보다 11% 적다는 것을 발견했다. 이 수치는 전 세계의 통계와 결합될 때 1억 명 이상의 사라진 여성이라는 결과를 낳았다. 다시 말해, 1990년대 초까지 사라진 여성의 수는 "20세기 모든 기근의 총 사상자 수보다 더 많았다"(Sen 1990).
이는 아내의 심각한 부족으로 인해 특별한 우려를 낳았다. 일부 농촌 지역에서는 이미 여성 부족 현상이 나타나고 있으며, 이는 도시 지역으로의 이주와 관련이 있다(Park and Cho 1995). 대한민국과 타이완에서는 수십 년간의 높은 남성 성비와 출산율 감소로 인해 현지 남성과 중국 본토, 베트남, 필리핀과 같은 국가의 외국 여성 간의 국제결혼이 증가했다. 그러나 성별 선택 낙태만이 이러한 현상의 원인은 아니다. 이는 이주와 출산율 감소와도 관련이 있다.

### 인신매매, 강제 결혼 및 성 노동
일부 학자들은 전 세계적으로 여성 대 남성 비율이 감소함에 따라 인신매매 및 성 노동(강제 및 자원)이 증가할 것이라고 주장한다. 왜냐하면 많은 남성들이 성적 파트너를 얻기 위해 더 많은 노력을 기꺼이 할 것이기 때문이다(Junhong 2001). 이미 베트남, 미얀마, 조선민주주의인민공화국에서 온 여성들이 중국 본토와 타이완으로 조직적으로 인신매매되어 강제 결혼에 팔려가는 사례가 보고되고 있다. 더욱이 Ullman과 Fidell (1989)은 남성의 비율이 전 세계적으로 커지면 포르노그래피와 성 관련 폭력 범죄(예: 강간 및 아동 성추행)도 증가할 것이라고 제안했다.

### 성별 사회적 격차 확대
Park과 Cho(1995)가 언급했듯이, 높은 성비 지역에서 주로 아들만 있는 가족은 딸만 있는 가족보다 작아지는 경향이 있다(주로 아들만 있는 가족이 "이상적인" 구성을 달성하기 위해 성 선택 기술을 사용한 것으로 보이기 때문). 특히 가난한 지역에서는 대가족이 자원 분배에 더 많은 문제가 있으며, 딸은 종종 아들보다 적은 자원을 받는다. Blake(1989)는 가족 규모와 어린 시절의 "품질" 사이의 관계를 언급한 것으로 알려져 있다. 따라서 딸이 있는 가족이 계속해서 대가족 위주라면 전통적인 문화적 차별과 자원 가용성 부족으로 인해 성별 사회적 격차가 확대될 가능성이 높다.
구텐태그와 시코드(1983)는 전 세계적으로 남성 비율이 더 높을 때 폭력과 전쟁이 더 많이 발생할 가능성이 있다고 가정했다.

### 잠재적인 긍정적 효과
일부 학자들은 성비가 높을 때 여성들이 상대적으로 부족하기 때문에 실제로 더 가치 있게 여겨진다고 믿는다. Park과 Cho(1995)는 여성이 부족해짐에 따라 "결혼 및 생식 기능에 대한 가치가 증가할 수 있다"(75쪽)고 제안한다. 결국, 이는 더 나은 사회적 조건으로 이어지고, 더 많은 여성 출생으로 인해 성비가 자연적인 수준으로 돌아갈 수 있다. 이 주장은 인구학자 Nathan Keifitz의 연구에 의해 뒷받침된다. Keifitz(1983)는 여성이 적어짐에 따라 사회에서 그들의 상대적 지위가 상승할 것이라고 썼다. 그러나 현재까지 이 주장을 뒷받침하는 데이터는 없다.
벨랑거(2002)는 성별 선택 낙태가 여아 태아를 낙태하기로 선택한 산모에게 긍정적인 영향을 미칠 수 있다고 제안했다. 이는 가계를 잇기 위해 아들을 낳아야 하는 어머니의 역사적 의무와 관련이 있다. 앞에서 언급했듯이 여성은 아들을 낳으면 사회적 지위를 얻지만, 여아를 낳으면 그렇지 않다. 종종 아들을 낳는 것은 산모에게 더 큰 정당성과 주체성을 부여한다. 남아 선호가 특히 강한 세계 일부 지역에서는 아들이 없는 여성이 따돌림을 받는다. 이런 식으로 성별 선택 낙태는 여성이 남성 태아를 선택하여 가족의 지위를 높이는 방법이다.
굿킨드(1999)는 성별 선택 낙태가 차별적이라는 이유만으로 금지되어서는 안 된다고 주장한다. 대신 그는 평생 동안의 차별 가능성을 고려해야 한다고 주장한다. 사실, 성별 선택 낙태는 여성이 나중에 겪을 많은 차별을 제거할 수 있다. 가족이 원하는 태아의 성별을 선택할 수 있다면, 여아 태아를 낙태하지 않기로 선택하면 나중에 더 가치 있게 여겨질 가능성이 높다. 이런 식으로 성별 선택 낙태는 영아 살해, 유기 또는 방치보다 더 인도적인 대안일 수 있다. 굿킨드(1999)는 필수적인 철학적 질문을 던진다. "산전 성별 검사(또는 성 선택 목적의 낙태 사용)에 대한 금지가 제정된다면, 어떤 성별 선택 낙태가 회피되었는지에 대한 대가로 사회는 얼마나 많은 과도한 출생 후 사망을 용인할 용의가 있겠는가?"

### 논란
성별 선택 낙태를 둘러싼 많은 논란이 있다. 성별 선택 낙태 관행이 비판을 받아온 것처럼, 정부가 제안하거나 시행한 해결책도 비판을 받아왔다. Eklund와 Purewal은 가부장적 관행(성 선택)에 대한 대응이 또 다른 가부장적 관행(여성의 재생산권 제한)이 되어서는 안 된다고 주장했다. 왜냐하면 그러한 상황은 여성의 사회적 지위를 낮추고, 이는 다시 더 많은 성별 선택 낙태로 이어지는 순환을 만들기 때문이다. 성별 선택 낙태에 대한 공개 담론과 낙태 반대 운동의 연관성도 상황을 복잡하게 만든다. 더욱이, 안전한 낙태 접근은 일부에게는 공중 보건 관점에서 중요하게 여겨진다. 인도에서는 낙태 법률이 비교적 자유롭지만, 대부분의 노력은 안전한 낙태에 대한 적절한 접근보다는 성별 선택 낙태를 방지하는 데 집중되어 있다. 그 결과 인도의 모든 낙태의 거의 78%가 보건 시설 밖에서 이루어지며, 이러한 불안전한 낙태는 인도의 산모 사망 원인 중 세 번째로 큰 부분을 차지한다. 또 다른 논란은 중국의 계획생육정책과 같은 인구계획 캠페인, 그리고 1970년대 이후 인도와 한국을 포함한 여러 아시아 국가 정부의 자녀 수 제한 노력이 아들을 빨리 낳으려는 욕구를 강화했다는 점이다. 알자지라의 "서구의 가족 계획자들이 개발도상국에서 여아 출생을 억제하는 데 어떻게 도움을 주었으며, 그 영향이 오늘날까지 느껴지는가"라는 제목의 기사는 강제 불임을 포함한 이러한 인구 정책(서방이 완전히 지지하고 심지어 강요한)이 불균형한 성비에 기여했다고 주장했다.

## 성별 선택 낙태를 낙태 맥락에서 바라보기
맥퍼슨은 매년 인도에서 10만 건의 성별 선택 낙태가 계속 이루어지고 있다고 추정한다. 대조적인 관점에서, 인구의 1⁄4에 불과한 미국에서는 1990년부터 2007년까지 매년 120만 건 이상의 낙태가 이루어졌다. 인구의 1⁄20에 불과한 잉글랜드 웨일스에서는 2011년에 189,000건 이상의 낙태가 이루어졌으며, 이는 15-44세 여성 1,000명당 연간 17.5건의 낙태율이다. 유럽 연합의 평균은 여성 1,000명당 연간 30건의 낙태였다.
많은 학자들은 성별 선택 낙태의 차별적 성격과 여성의 신체에 대한 통제 권리를 조화시키는 데 어려움이 있다고 지적했다. 이러한 갈등은 주로 성별 선택 낙태에 대한 법률을 논의할 때 나타난다. 와이스(1995:205)는 다음과 같이 썼다. "성별 선택 낙태가 낙태 찬성 페미니스트들에게 제시하는 가장 명백한 도전은 낙태 찬성 입장과 성별 선택 낙태에 대해 가질 수 있는 도덕적 반대(특히 여성 태아에게 주로 사용되어 왔기 때문에), 심지어 성별 선택 낙태를 금지하는 법률의 옹호까지 조화시키기 어렵다는 점이다."
결과적으로 성별 선택 낙태에 대한 찬반 논쟁은 일반적으로 낙태 전반에 대한 개인적 신념을 매우 잘 반영한다. Warren(1985:104)은 자신의 권리 범위 내에서 행동하는 것과 가장 도덕적으로 타당한 선택에 따라 행동하는 것 사이에는 차이가 있다고 주장하며, 성별 선택 낙태는 권리 범위 내일 수는 있지만 도덕적으로 타당하지 않을 수 있음을 시사한다. Warren은 또한 우리가 성별 선택 낙태와 높은 성비의 추세를 되돌리려면 강력한 남아 선호 사상을 야기하는 가부장제 사회를 변화시키기 위해 노력해야 한다고 언급한다.
성별 선택 낙태에 대한 법률, 특히 일부 미국의 주에 존재하는 법률은 어떻게 시행될 수 있는지 명확하지 않기 때문에 논란의 여지가 있으며, 낙태 찬성 활동가들은 이러한 법률이 낙태 반대 운동 세력에 의해 제기되었으며, 이는 안전하고 합법적인 낙태에 대한 여성의 접근을 제한하고 낙태 시술을 하는 의사를 괴롭히는 구실로 사용된다고 주장한다. 나라는 "수년 동안 낙태 반대 입법자들은 인종이나 성별 선택에 대한 우려를 주장하며 가능한 모든 이유와 구실로 낙태를 금지하려 노력해왔다"고 말한다. 그러한 금지는 성별 선택 낙태를 찾는 여성을 위험에 빠뜨릴 수 있다는 우려가 있다. 왜냐하면 그들이 안전하지 않은 낙태를 찾을 수 있으며, 이러한 금지가 임산부의 자신 또는 미래 딸이 학대, 폭력, 낙인을 겪을 것이라는 두려움을 포함한 성별 선택 낙태의 근본 원인을 해결하지 못하기 때문이다.

## 성별 선택 낙태 반대 법률, 캠페인 및 정책

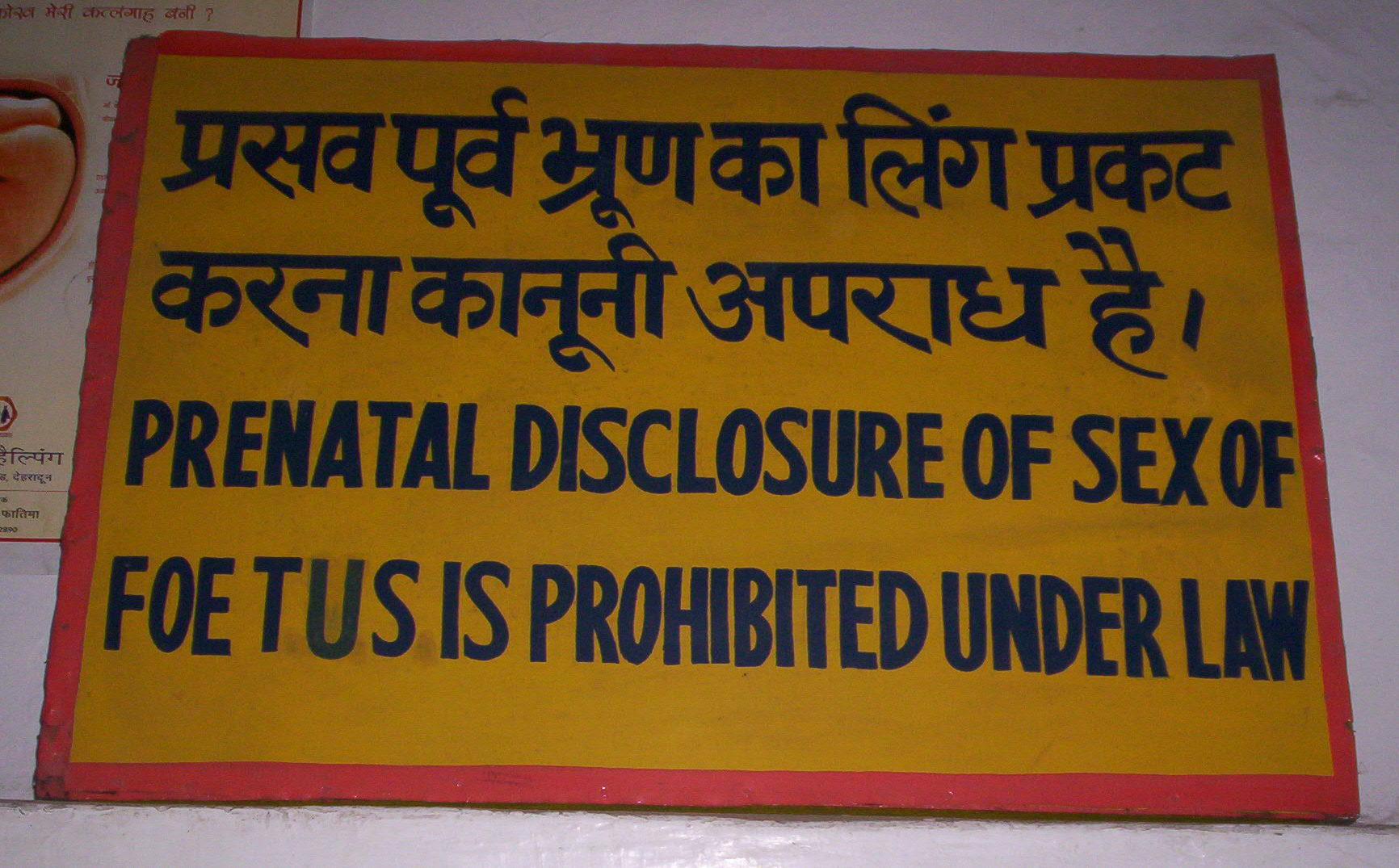
인도 병원 간판에 영어와 힌디어로 "태아의 산전 성별 공개는 법으로 금지되어 있습니다"라고 적혀 있다.

### 국제
산전 성 선택 관행은 국제적으로 비난받고 있다. 이는 여성을 남성보다 열등하다고 여기는 차별적인 사회적 시각의 결과로 여겨지는 경우가 많다. 1994년 180개 이상의 국가가 국제인구개발회의의 실행 계획에 서명하여 "여아에 대한 모든 형태의 차별을 철폐"하는 데 동의했다. 2011년 PACE의 여성과 남성 평등 기회 위원회 결의안은 산전 성 선택 관행을 비난했다.

### 국가별
많은 국가들이 미디어 캠페인과 정책 이니셔티브를 결합하여 성별 선택 낙태율을 해결하려는 노력을 기울였다.
캐나다
캐나다에서는 마크 와라와를 비롯한 의원들이 의회가 성 선택 임신 중단을 비난하는 결의안을 통과시키도록 노력하고 있다.
미국
미국 의회는 이 관행을 불법화하는 법안을 논의했다. 이 법안은 결국 하원에서 통과되지 못했다.
주 차원에서는 미국의 주 여러 곳에서 성별 선택 낙태 금지 법률이 통과되었으며, 2011년 애리조나주에서 통과된 법률은 성별 선택 낙태와 인종 선택 낙태를 모두 금지한다.
영국
성별 선택 낙태에 대한 법률은 영국에서 해결되지 않은 상태이다. 낙태가 합법적이려면 의사는 임신 지속이 산모의 신체적 또는 정신적 건강을 위협할 수 있음을 보여야 한다. 최근 사건에서는 두 명의 의사가 성별 선택 낙태를 제안하는 것이 카메라에 포착되었지만 공공 기소 담당자는 기소를 진행하는 것이 공익에 부합하지 않는다고 판단했다. 이 사건 이후 국회의원들은 이 관행의 합법성에 대한 혼란을 종식시키기 위해 테사 먼트와 다른 11명의 의원이 제출한 법안에 181대 1로 찬성 투표했다. 영국 임신 자문 서비스와 낙태 권리와 같은 단체들은 성별 선택 낙태의 비범죄화를 위해 로비를 해왔다.
중화인민공화국
중국 정부는 국적 성비 감소에 있어서 자신들의 역할을 점점 더 인식하고 있다. 그 결과 2005년부터 "남녀 평등 캠페인"을 후원하고 있다. 예를 들어, 2000년 중국 정부는 "소녀 돌봄" 이니셔티브를 시작했다. 마지막으로, 중국 정부는 출생 성비를 줄이기 위한 정책과 개입을 제정했다. 2005년에 성별 선택 낙태는 중국에서 불법이 되었다. 이는 계속 증가하는 성비에 대한 대응으로 이루어졌으며, 성비를 줄이고 더 정상적인 비율에 도달하려는 욕구에서 비롯되었다. 2000년부터 2005년까지 도시 지역의 첫째 자녀 성비는 전혀 상승하지 않았으며, 이는 이 운동이 전국적으로 확산될 희망을 준다.
유니세프와 유엔 인구 기금은 중국 정부 및 전국 여성 연맹과 같은 풀뿌리 여성 단체와 협력하여 정책 및 관행에서 성 평등을 촉진하고, 다양한 사회 캠페인을 통해 출생 성비를 낮추고 여아 사망률을 줄이는 데 기여하고 있다.
인도
인도에서는 맥퍼슨의 2007년 연구에 따르면, 산전 진단 기술법(PCPNDT 법)이 NGO와 정부에 의해 널리 홍보되었다. 많은 광고가 낙태를 폭력적으로 묘사하여 인구 내에서 낙태 자체에 대한 두려움을 야기했다. 광고는 낙태와 관련된 종교적, 도덕적 수치심에 초점을 맞췄다. 맥퍼슨은 이 미디어 캠페인이 효과적이지 못했다고 주장한다. 왜냐하면 일부는 이를 자신에 대한 공격으로 인식하여 문제에 대한 대화를 열기보다는 폐쇄적이 되었기 때문이다. 맥퍼슨은 도덕성에 대한 이러한 강조가 모든 낙태와 관련된 두려움과 수치심을 증가시켜 인도의 안전하지 않은 낙태 증가로 이어졌다고 주장한다.
인도 정부는 2011년 보고서에서 MTP 및 PCPNDT 법에 대해 모든 이해 관계자를 더 잘 교육하기 시작했다. 의사소통 캠페인에서는 성별 판별은 불법이지만, 인도에서는 특정 의료 상태에 대한 낙태는 합법임을 강조하여 대중의 오해를 해소하고 있다. 정부는 또한 성 차별을 줄이는 것을 목표로 하는 프로그램 및 이니셔티브의 시행을 지원하고 있으며, 성 선택의 근본적인 사회적 원인을 다루는 미디어 캠페인을 포함한다.
인도의 많은 주에서 채택한 최근 정책 이니셔티브는 여아와 그 부모에게 지원을 제공함으로써 여아의 경제적 불이익으로 추정되는 문제를 해결하려는 시도라고 Guilmoto는 주장한다. 이러한 정책은 여아에게만 제공되는 조건부 현금 이전 및 장학금을 제공하며, 여아와 그 부모에게 지급되는 금액은 그녀의 삶의 각 단계, 예를 들어 출생 시, 어린 시절 예방 접종 완료 시, 1학년 입학 시, 6, 9, 12학년 이수 시, 21세 이후 결혼 시와 연계된다. 일부 주는 한두 명의 여아를 양육하는 부모에게 더 높은 연금 혜택을 제공하고 있다. 인도의 여러 주는 여아 중심 복지 정책에서 다양한 혁신을 실험하고 있다. 예를 들어, 델리 주는 여아 지원 정책 이니셔티브(현지에서 라들리 제도라고 불림)를 채택했는데, 초기 데이터에 따르면 주의 출생 성비를 낮추는 데 기여할 수 있다.

## 같이 보기
| - 낙태 논쟁 - 아동 유기 - 태아의 권리 - 태아 살해 - 젠더사이드 - 성 역할 - 인도의 여아 살해 | - 유전학과 낙태 - 영아 살해 - 아시아의 사라진 여성 - 중국의 사라진 여성 - 영아 살해에 대한 정신사적 관점 - 선택적 축소 - 성별 선택 |